# M16 (fuzil)
O M16, oficialmente designado Rifle, Caliber 5,56 mm, M16, é uma família de fuzis militares adaptados do ArmaLite AR-15 para as forças armadas norte-americanas. O M16 original foi um fuzil de fogo seletivo, 5,56×45mm com um carregador de 20 cartuchos.
Em 1964, o M16 entrou em serviço pelos militares dos EUA e no ano seguinte foi implantado em operações de guerra na selva durante a Guerra do Vietnã. Em 1969, o M16A1 substituiu o M14 para se tornar o fuzil de serviço padrão dos militares dos EUA. As melhorias do M16A1 incluem um parafuso-assistência, furo cromado e um novo carregador de 30 cartuchos.
Em 1983, o USMC adotou o M16A2 e o Exército dos EUA adotou-o em 1986. O M16A2 dispara o cartucho melhorado 5,56×45mm NATO (M855/SS109) e tem uma nova mira traseira ajustável, defletor de caixa, cano pesado, guarda-mão melhorado, punho de pistola e coronha, bem como um seletor de fogo somente em semiautomático e rajadas de três tiros. Adotado em 1998, o M16A4 é a quarta geração da série M16. É equipado com uma alça de transporte removível e trilho Picatinny para montagem óptica e outros dispositivos auxiliares.
O M16 também tem sido amplamente adotado por outros militares ao redor do mundo. A produção total mundial de M16 foi de aproximadamente 8 milhões, tornando a arma de fogo mais produzida desse calibre 5,56mm. O Exército dos EUA substituiu amplamente o M16 nas unidades de combate de linha de frente por uma versão mais mais curta e mais leve, a carabina M4.

## Histórico

### Antecedentes
Em 1928, um analista do Exército dos EUA realizou testes de tiro em um campo de provas de Aberdeene e recomendou a transição para cartuchos de calibre menor, mencionando em particular o .27. Em grande parte em deferência à tradição, essa recomendação foi ignorada e o Exército se referiu ao calibre .30 como "tamanho completo" pelos próximos 35 anos. Após a Segunda Guerra Mundial, os militares dos Estados Unidos começaram a procurar um único fuzil automático para substituir o M1 Garand, Carabinas M1/M2, Rifle Automático M1918 Browning, M3 "Grease Gun" e a submetralhadora Thompson. No entanto, os primeiros experimentos com versões fogo seletivo do M1 Garand provaram-se decepcionantes. Durante a Guerra da Coreia, a carabina  M2 de fogo seletivo substituiu largamente a submetralhadora em serviço no EUA e tornou-se a variante de carabina mais amplamente utilizada. No entanto, a experiência de combate sugeriu que cartucho .30 Carbine estava com pouca potência. Projetistas de armas norte-americanos concluíram que uma munição intermediária era necessário, assim recomendaram um cartucho de pequeno calibre e alta velocidade.
Entanto, os comandantes sênior norte-americanos que enfrentaram inimigos fanáticos e experimentaram grandes problemas logísticos durante a Segunda Guerra Mundial e a Guerra da Coreia, insistiram que um único poderoso cartucho calibre .30 fosse desenvolvido, que poderia não somente ser utilizado pela novo fuzil automático, mas por uma nova metralhadora de propósito geral (Em inglês: GPMG) em desenvolvimento simultâneo. Isso culminou no desenvolvimento do cartucho 7,62×51mm NATO.
O exército dos EUA começou então a testar vários fuzis para substituir o obsoleto M1 Garand. O T44E4 da Springfield Armory e o mais pesado T44E5 foram essencialmente versões atualizadas do Garand com câmaras para o novo cartucho 7,62 mm, enquanto a Fabrique Nationale apresentou seu FN FAL como T48. A ArmaLite entrou na competição tardiamente, enviando apressadamente vários rifles protótipos AR-10 no outono de 1956 para o Springfield Armory do Exército dos EUA para testes.

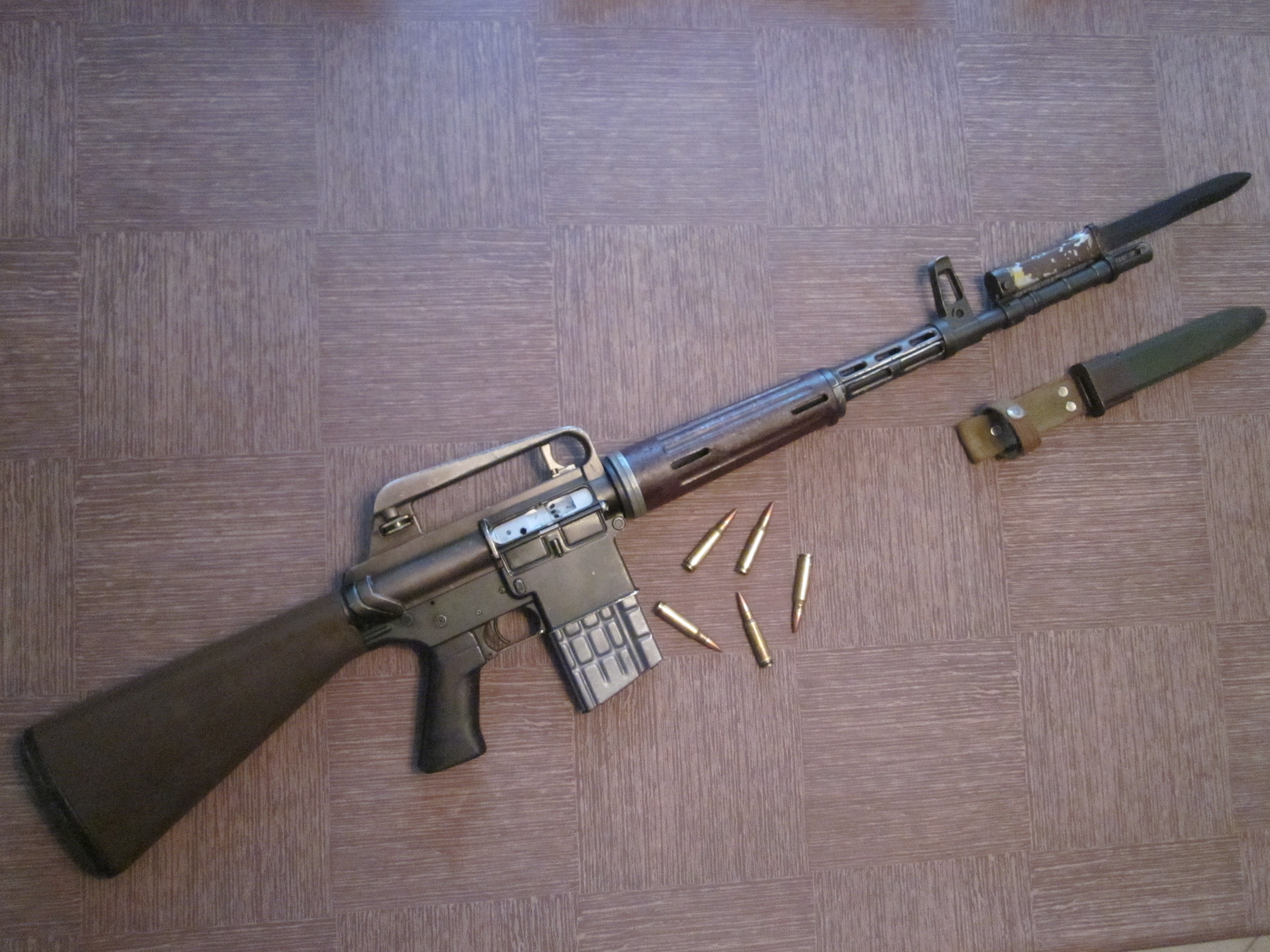
ArmaLite AR-10 com baioneta montada feita pela Artillerie Inrichtingen (A.I.)

O AR-10 apresentava um inovador projeto de cano em linha reta/coronha, receptores de liga de alumínio forjado e com coronhas de compostos fenólicos. Tinha miras elevadas e robustas, um alumínio superdimensionado supressor de flash e compensador de recuo, e um sistema de gás ajustável. O protótipo final apresentava um receptor superior e inferior com os agora familiares pinos de dobradiça e remoção, e a alça de carregamento estava em cima do receptor colocado dentro da alça de transporte. Para um rifle 7,62mm NATO, o AR-10 era incrivelmente leve em apenas 6,85 libras (3,10 kg) vazio. Os comentários iniciais da equipe de testes da Springfield Armory foram favoráveis, e alguns testadores comentaram que o AR-10 era o melhor rifle automático leve já testado pelo Armory.
No final, o exército dos EUA escolheu o T44 agora chamado de rifle M14, que foi um  M1 Garand melhorado com um carregador de 20 cartuchos e capacidade de fogo automático. Os EUA também adotaram a metralhadora de propósito geral (GPMG) M60. Os seus parceiros da OTAN (Em inglês: NATO) adotaram o FN FAL e fuzis HK G3, bem como o FN MAG e a GPMG Rheinmetall MG3.
Os primeiros confrontos entre o AK-47 e o M14 vieram no início da Guerra do Vietnã. Relatórios de campo de batalha indicaram que o M14 era incontrolável em modo automático e que os soldados não podiam levar munição suficiente para manter a superioridade de fogo sobre o AK-47. E, enquanto a carabina M2 ofereceu uma alta taxa de fogo, mas estava com pouca potência e, finalmente, superada pela AK-47. Era necessária uma substituição: Um meio entre a preferência tradicional por fuzis de alta potência como o M14, e o poder de fogo leve da carabina M2.

Como resultado, o Exército foi forçado a reconsiderar um pedido de 1957 do General Willard G. Wyman, Comandante do Comando do Exército Continental dos EUA (CONARC) para desenvolver um rifle fogo seletivo de calibre 5,56 mm pesando 2,7 kg quando carregado com um carregador de 20 cartuchos. O cartucho 5,56mm teve de penetrar em um capacete padrão dos EUA em 500 jardas (460 metros) e manter uma velocidade em excesso de velocidade do som, enquanto igualando ou até ultrapassando a capacidade de ferimento do cartucho .30 Carbine.

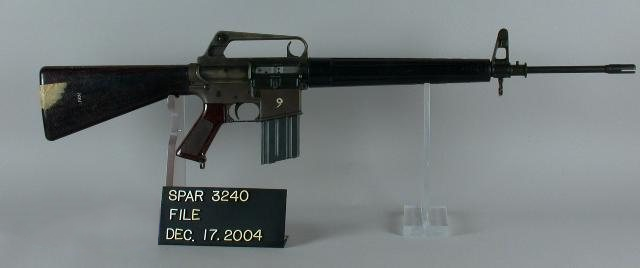
ArmaLite AR-15

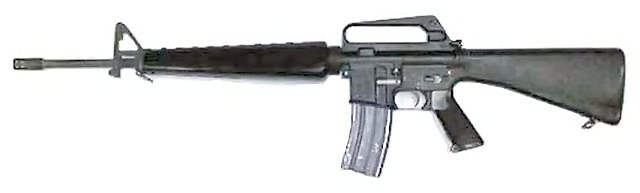
Um M16A1

Este pedido em última análise, resultou no desenvolvimento de uma versão reduzida do Armalite AR-10, nomeada rifle ArmaLite AR-15. No entanto, apesar da evidência esmagadora de que o AR-15 poderia trazer mais poder de fogo do que o M14, o Exército se opôs à adoção do novo rifle. Em janeiro de 1963, o secretário de Defesa Robert McNamara concluiu que o AR-15 era um sistema de arma superior e ordenou a suspensão da produção do M14. Na época, o AR-15 foi o único rifle disponível que poderia cumprir a exigência de uma arma de infantaria universal para emissão para todos os serviços.
Depois de modificações (mais notavelmente, o identificador de carregamento foi relocalizada debaixo da alça de transporte como o AR-10 para a parte traseira do receptor), o novo rifle reprojetado foi posteriormente adotado como rifle M16 e entrou em produção em março 1964. "(O M16) foi muito mais leve em comparação com o M14 já substituído, em última análise, permitindo que os soldados transportassem mais munição. O rifle de assalto alimentado a carregador, refrigerado a ar e operado à gás era feito de aço, liga de alumínio e compostos plásticos, verdadeiramente de vanguarda para a época. Projetado com capacidade automática e semiautomática, a arma inicialmente não respondeu bem a condições de umidade e sujeira, às vezes até mesmo em combate. Depois de algumas pequenas modificações, a arma ganhou popularidade entre as tropas no campo de batalha".
Apesar de suas falhas iniciais, o M16 provou ser um projeto revolucionário e se destaca como o rifle de serviço contínuo mais longo da história militar americana. Ele foi adotado por muitos aliados dos EUA e o cartucho 5,56×45mm NATO tornou-se não apenas o padrão da OTAN, mas "o cartucho padrão de rifle de assalto em grande parte do mundo". Isso também levou ao desenvolvimento de fuzis de serviço de alta velocidade de pequeno calibre por todos os principais exércitos do mundo. É uma marca de referência contra a qual outros fuzis são julgados.

### Adoção
Em julho de 1960, o General Curtis LeMay ficou impressionado com uma demonstração do ArmaLite AR-15. No verão de 1961, o General LeMay foi promovido à força aérea dos Estados Unidos, Chefe do Estado Maior, e pediu 80.000 AR-15. No entanto, Maxwell D. Taylor, Presidente do Estado-Maior Conjunto, aconselhou John F. Kennedy que ter "dois" calibres diferentes dentro do sistema militar ao mesmo tempo seria problemático e o pedido foi rejeitado. Em Outubro 1961, William Godel, um homem sênior na Agência de Projetos de Pesquisa Avançada (Em inglês: ARPA), enviou 10 AR-15 para o sul do Vietnã. A recepção foi entusiasta, e em 1962, outros 1.000 AR-15 foram enviados. O Pessoal das Forças Especiais do Exército dos Estados Unidos arquivaram relatórios de campo de batalha que elogiavam o AR-15 e o poder de parada do cartucho 5,56 mm, e a pressão pela sua adoção.
O dano causado pelo bala de 5,56 mm foi originalmente acreditado para ser causado para "caindo" devido ao lento 1 em 14
-polegada (360 mm) taxa de torção do estriamento. No entanto, qualquer bala de núcleo de chumbo pontiagudo "cairá" após a penetração na carne, porque o centro de gravidade está voltado para a parte traseira da bala. As grandes feridas observadas por soldados no Vietnã foram realmente causadas pela fragmentação de bala, que foi criada por uma combinação da velocidade da bala e construção. Estas feridas foram tão devastadoras, que as fotografias permaneceram classificadas na década de 1980.
No entanto, apesar da evidência esmagadora de que o AR-15 poderia trazer mais poder de fogo do que o M14, o Exército se opôs à adoção do novo rifle. O Secretário de Defesa dos EUA, Robert McNamara, agora tinha dois pontos de vista conflitantes: o relatório ARPA favorecendo o AR-15 e a posição do Exército em favor do M14. Até mesmo o presidente Kennedy expressou preocupação, então McNamara ordenou ao Secretário do Exército Cyrus Vance que testasse o M14, o AR-15 e o AK-47. O Exército informou que apenas o M14 era adequado para o serviço, mas Vance se perguntou sobre a imparcialidade daqueles que conduzem os testes. Ele ordenou ao Inspetor Geral do Exército que investigasse os métodos de testes utilizados; O Inspetor Geral confirmou que os testadores estavam inclinados para o M14.
Em janeiro de 1963, o secretário McNamara recebeu relatos de que a produção do M14 era insuficiente para atender às necessidades das forças armadas e ordenou o fim da produção do M14. Na época, o AR-15 era o único rifle que poderia cumprir uma exigência de uma arma de infantaria "universal" para emissão em todos os serviços. McNamara ordenou sua adoção, apesar de receber relatórios de várias deficiências, principalmente a falta de uma câmara cromada.

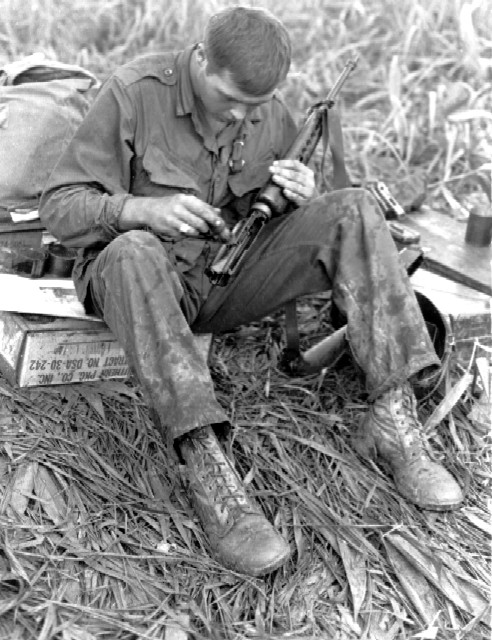
Um Soldado dos EUA limpando seu XM16E1 durante a Guerra do Vietnã em 1966.

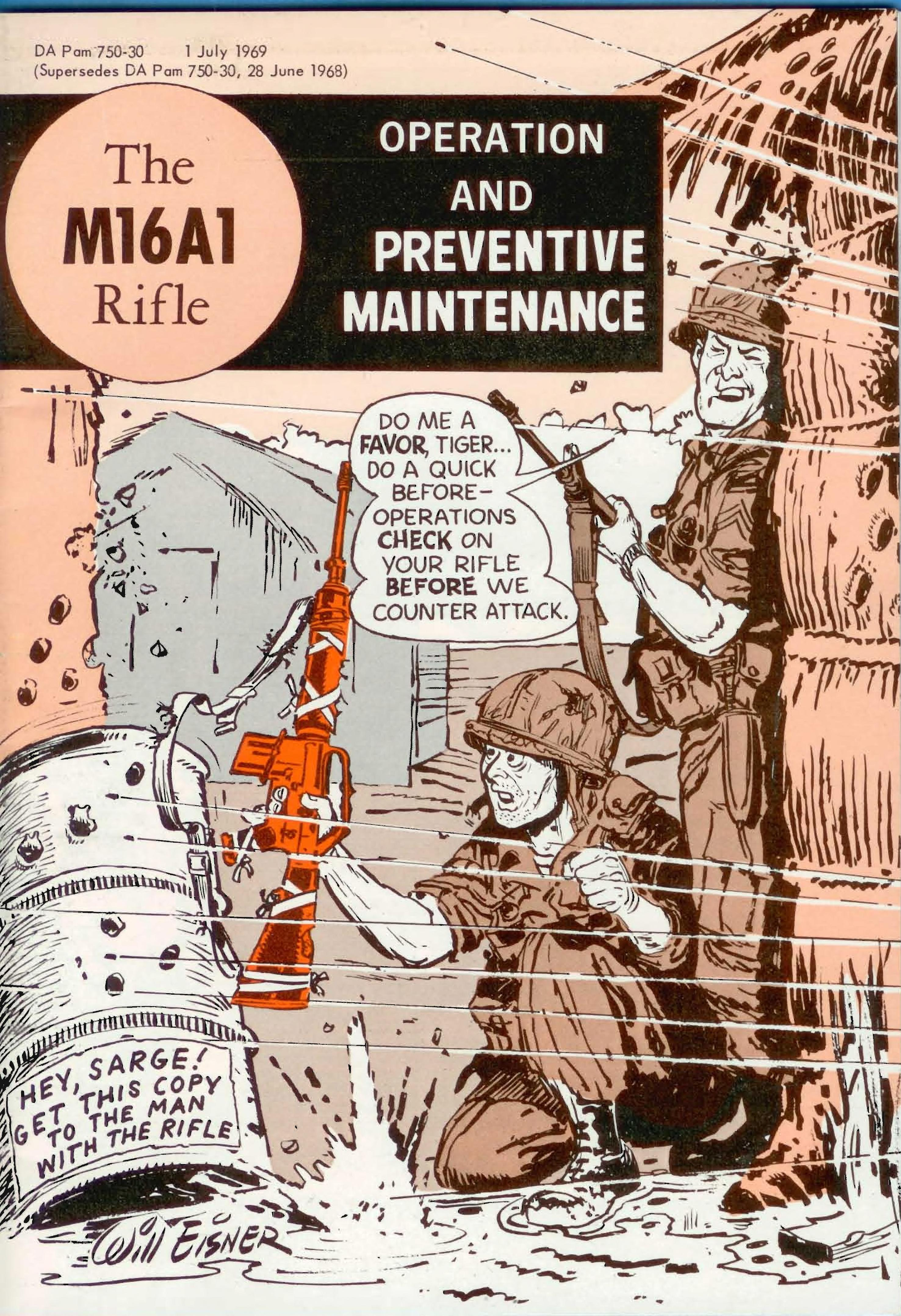
Capa frontal - O rifle M16A1 - Operação e Manutenção Preventiva por Will Eisner

Após modificações (mais notavelmente, a alça de carregamento foi recolocada de baixo da alça de transporte como no AR-10 para a parte traseira do receptor), O novo rifle redesenhado foi renomeado Rifle, Calibre 5,56 mm, M16. Inexplicavelmente, a modificação para o novo M16 não incluiu um cano cromado. Enquanto isso, o Exército cedeu e recomendou a adoção do M16 para operações de guerra na selva. Entretanto, o exército insistiu na inclusão de uma assistência dianteira para ajudar a empurrar o parafuso na bateria no caso de um cartucho não conseguir encaixar na câmara. A Força Aérea, Colt e Eugene Stoner acreditavam que a adição de uma assistência dianteira era uma despesa injustificada. Como resultado, o projeto foi dividido em duas variantes: o M16 da Força Aérea sem a assistência dianteira e o XM16E1 com a assistência dianteira para os outros ramos de serviço.
Em novembro de 1963, McNamara aprovou a ordem do Exército dos EUA de 85.000 XM16E1; e para apaziguar o General LeMay, a força aérea foi concedida uma ordem para outros 19.000 M16. Em março de 1964, o rifle M16 entrou em produção e o Exército aceitou a entrega do primeiro lote de 2.129 rifles mais tarde naquele ano, e 57.240 rifles adicionais no ano seguinte.
Em 1964, o Exército foi informado de que a DuPont não poderia produzir em massa a pólvora IMR 4475 para as especificações exigidas pelo M16. Portanto, a Olin Mathieson Company forneceu um propulsor de bola de alta performance. Enquanto a pólvora Olin WC 846 atingiu a velocidade desejada de 3.300 pés (1,000 m) por segundo, produziu muito mais incrustações, o que rapidamente bloqueou a ação do M16 (a menos que o rifle fosse limpo frequentemente).
Em março de 1965, o Exército começou a emitir o XM16E1 para unidades de infantaria. No entanto, o rifle foi inicialmente entregue sem kits de limpeza adequados ou instruções porque a Colt tinha alegado que o M16 era "self-cleaning" (autolimpante). Como resultado, relatos de paralisações em combate começaram a surgir. O problema mais grave, era conhecido como "falha de extrair"—o estojo do cartucho gasto permanecia alojado na câmara depois que o rifle foi disparado. Relatos documentados de tropas mortas dos EUA encontradas ao lado de rifles desmontados acabaram levando a uma investigação no Congresso.
Nós partimos com 72 homens em nosso pelotão e voltamos com 19, Acredite ou não, você sabe o que matou a maioria de nós? Nosso próprio rifle. Praticamente todos os nossos mortos foram encontrados com o seu (M16) derrubado ao lado dele onde ele estava tentando consertá-lo.— Homem do Rifle do Corpo de Fuzileiros Navais, Vietnã.
Em fevereiro de 1967, o XM16E1 melhorado foi padronizado como M16A1. O novo rifle tinha uma câmara cromada e tinha capacidade para eliminar a corrosão e cartuchos presos e outras modificações menores. Novos kits de limpeza, solventes de pólvoras e lubrificantes também foram emitidos. Programas intensivos de treinamento em limpeza de armas foram instituídos, incluindo um manual de operações em estilo de revistas em quadrinhos (HQ). Como resultado, problemas de confiabilidade diminuíram e o rifle M16A1 alcançou aceitação generalizada pelas tropas dos EUA no Vietnã.
Em 1969, O M16A1 substituiu oficialmente o M14 para se tornar o rifle de serviço militar padrão dos EUA. Em 1970, a nova pólvora WC 844 foi introduzido para reduzir a incrustação.

## Confiabilidade

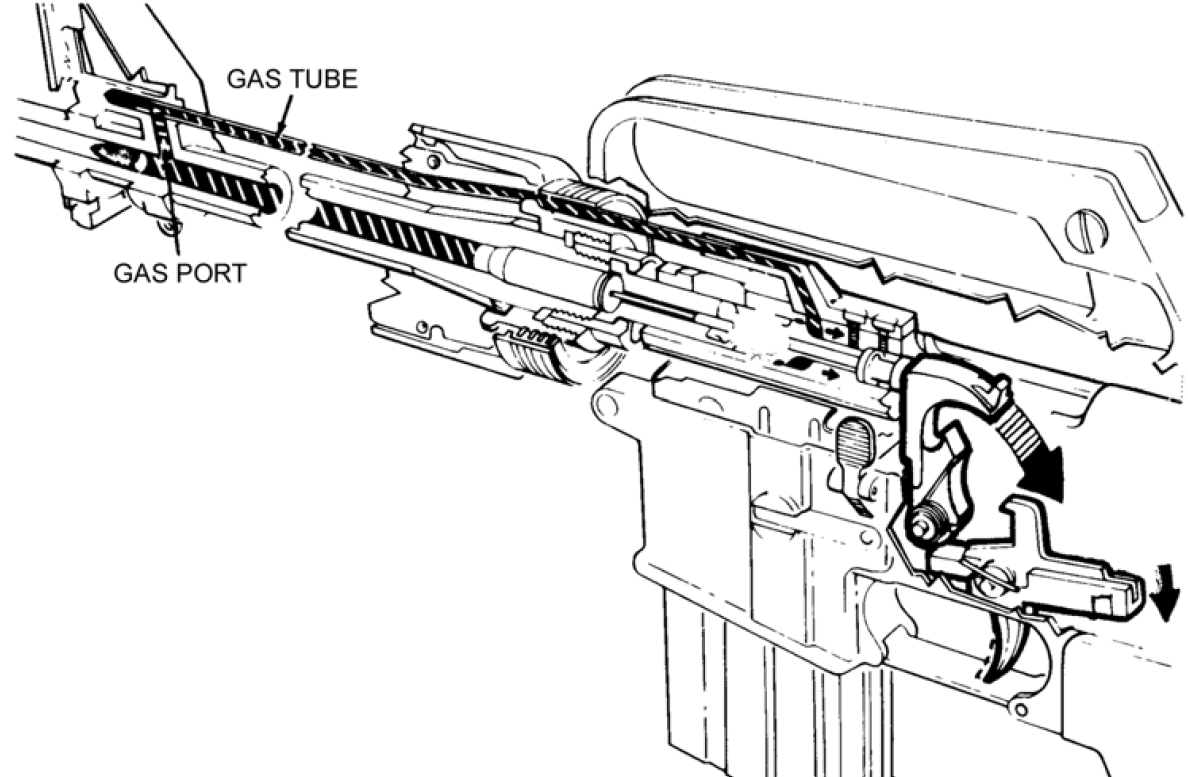
Sistema de gás de impacto direto M16

Sistema de gás de impacto direto do M16

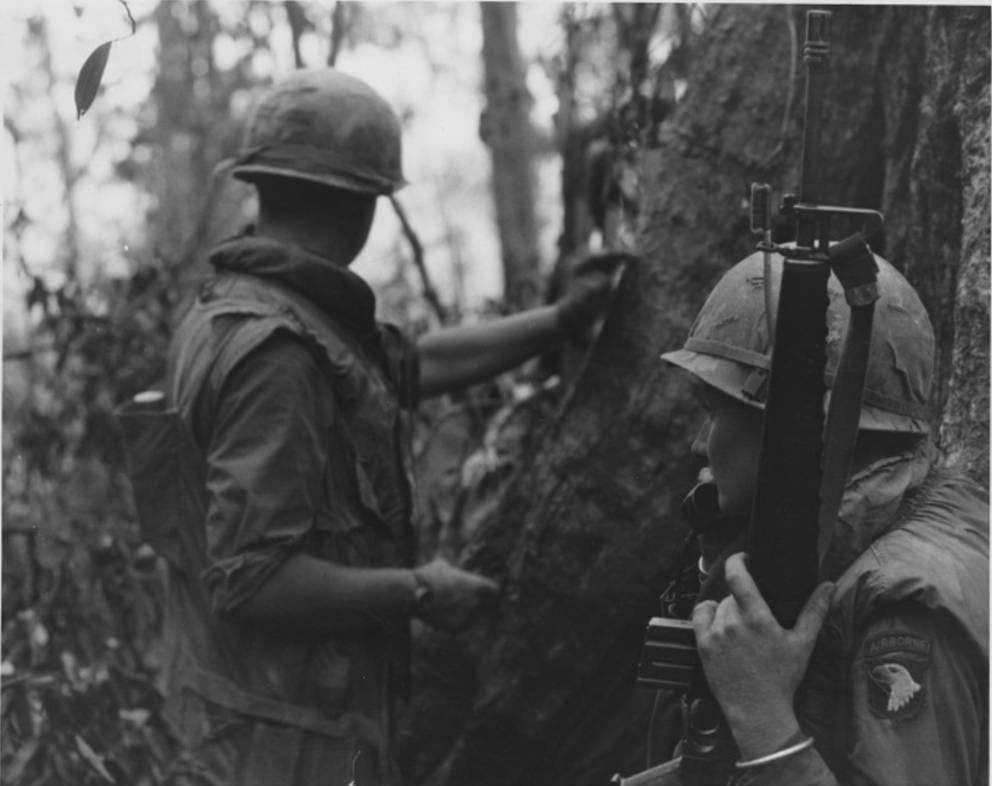
Soldados da 101st Airborne transportando um M16A1 com um carregador de 20 cartuchos durante a guerra do Vietnã, por volta de 1969

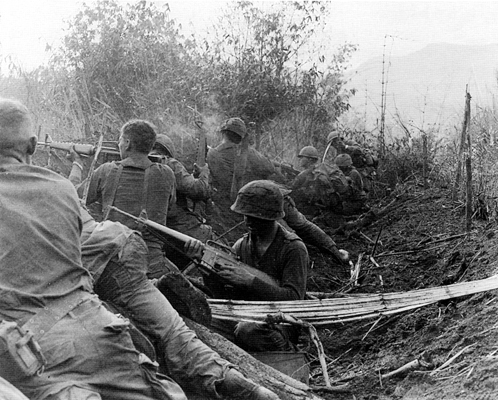
Soldados da 101st Airborne na linha de frente com M16A1 durante a Guerra do Vietnã (cerca de 1969)

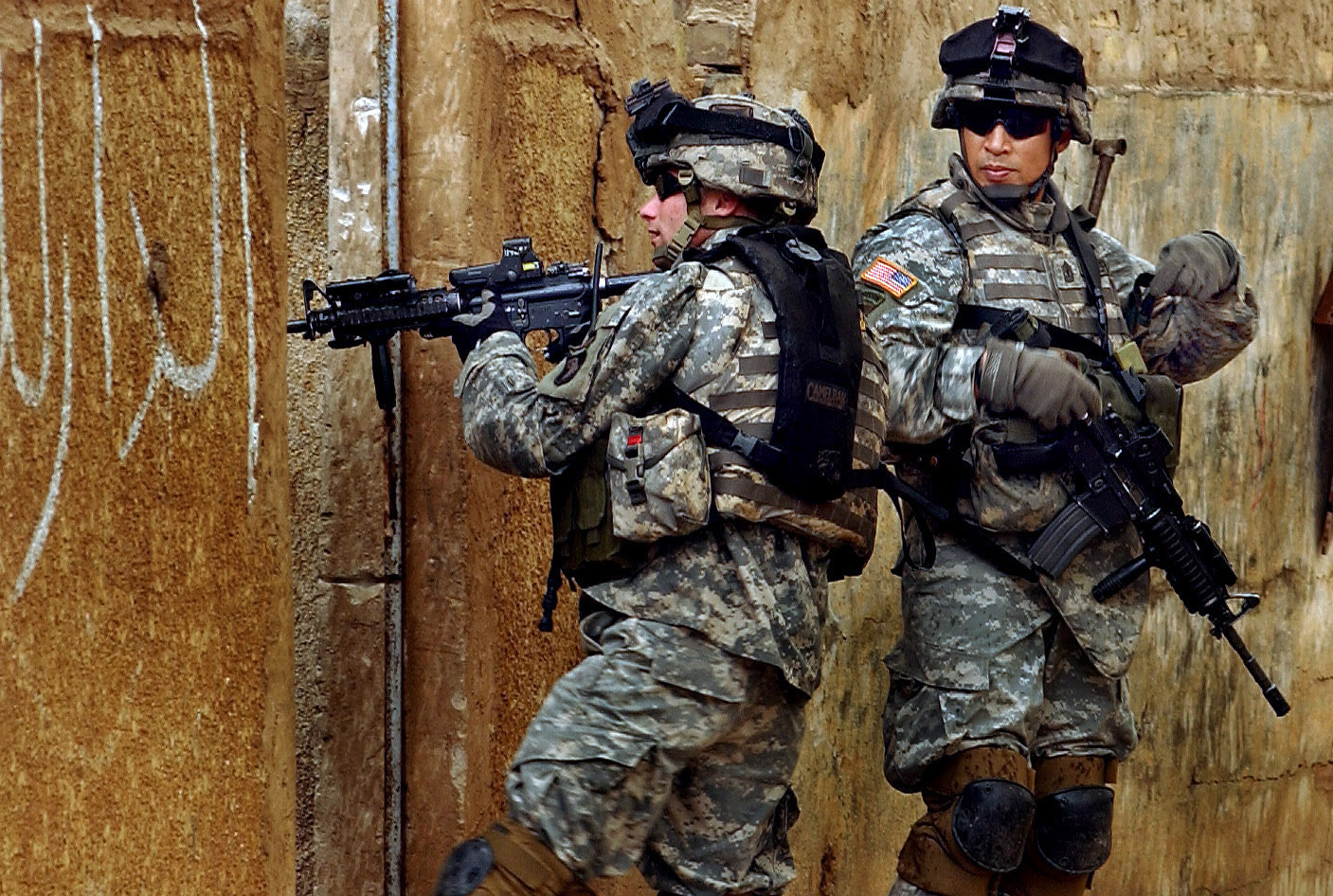
Soldados da 101st Airborne em patrulha com M4 em Sadr City, Iraque (cerca de 2006)

Durante a primeira parte de sua carreira, o M16 teve uma reputação de baixa confiabilidade e uma taxa de mau funcionamento de dois por 1000 cartuchos disparados. O M16 usa um sistema operacional exclusivo alimentado a gás. Este sistema de funcionamento de gás funciona através de gases de propulsão de alta pressão tomados do cano para baixo em um tubo e para dentro do grupo de suporte dentro do receptor superior e é comumente referido como um "sistema de gás de impacto direto". O gás expande dentro de um cilindro de gás em forma de rosca dentro do suporte. Como o parafuso é impedido de avançar pelo cano, o transportador é conduzido para trás pelos gases que estão em expansão e assim converte a energia do gás em movimento das partes do fuzil. O parafuso tem uma cabeça de êmbolo e a cavidade no suporte do parafuso é a manga do pistão. É mais correto chamá-lo de "sistema de pistão interno". Este projeto é muito mais leve e mais compacto do que um projeto do gás-pistão. No entanto, este design requer que os subprodutos de combustão do cartucho descarregado sejam soprados para dentro do receptor também. Este acúmulo de carbono e acumulação de metal vaporizado dentro do receptor e porta-parafuso afeta negativamente a confiabilidade e necessita de uma manutenção mais intensiva por parte do soldado individual. A canalização dos gases para o suporte do parafuso durante a operação aumenta a quantidade de calor que é depositada no receptor enquanto dispara o M16 e faz com que o lubrificante essencial seja "queimado". Isso requer aplicações frequentes e generosas de lubrificantes apropriados. A falta de lubrificação adequada é a fonte mais comum de interrupções ou atolamentos das armas.
O M16 original atuou mal nas selvas do Vietnam e foi infame para problemas da confiabilidade em ambiente áspero. Como resultado, tornou-se o alvo de uma investigação do Congresso. A investigação concluiu que:
*
1. O M16 foi apresentado como autolimpante (quando nenhuma arma é ou já foi).
2. O M16 foi emitido para as tropas sem kits de limpeza ou instruções sobre como limpar o rifle.
3. O  M16 e o cartucho 5,56×45mm foi testado e aprovado com o uso de uma pólvora extrudida DuPont IMR8208M, que foi mudada para a pólvora WC846 Olin Mathieson que produziu muito mais incrustações, que rapidamente interferiu na ação do M16 (a menos que a arma estivesse bem limpa e com frequência).
4. O M16 carecia de uma assistência dianteira (tornando o rifle inoperável quando encravado).
5. O M16 carecia de uma câmara cromada, o que permitiu problemas de corrosão e contribuía para falhas de extração de estojos. (Este foi considerado o problema mais grave e exigiu medidas extremas para limpar, como a inserção da haste de limpeza para baixo no cano e bater o cartucho gasto para fora.)

Quando esses problemas foram abordados e corrigidos pelo M16A1, os problemas de confiabilidade diminuíram consideravelmente. De acordo com um relatório do Departamento do Exército de 1968, o fuzil M16A1 conseguiu ampla aceitação pelas tropas americanas no Vietnã. "A maioria dos homens armados com o M16 no Vietnã classificaram a performance do rifle como alta, no entanto, muitos homens tiveram dúvidas sobre a confiabilidade do M16. Quando perguntado qual arma eles preferiam transportar em combate, 85 por cento indicaram que queriam o M16 ou sua a versão [menor] de submetralhadora, o XM177E2. "Também "o M14 foi preferido por 15 por cento, enquanto menos de um por cento desejava transportar tanto o rifle Stoner, a AK-47, a carabina ou uma pistola". Em março de 1970, o "Painel de Defesa do Presidente da Blue Ribbon" concluiu que a emissão do M16 salvou a vida de 20.000 soldados dos EUA durante a Guerra do Vietnã, que teria morrido caso o M14 permanecesse em serviço. No entanto, a reputação do fuzil M16 continua a sofrer.
Após a introdução da carbina M4, verificou-se que o comprimento do cano era mais curto de 14.5 polegadas também tem um efeito negativo sobre a confiabilidade, uma vez que a entrada de gás está localizada mais perto da câmara do que a entrada de gás do comprimento padrão do M16: 7.5 polegadas em vez de 13 polegadas. Isso afeta o tempo do M4 e aumenta a quantidade de estresse e calor nos componentes críticos, reduzindo assim a confiabilidade. Em uma avaliação de 2002, o USMC descobriu que o M4 apresentava um mau funcionamento três vezes mais do que o M16A4 (o M4 falhou 186 vezes para 69.000 cartuchos disparados, quando o M16A4 falhado 61 vezes). Posteriormente, o Exército e a Colt trabalharam para fazer modificações para o M4 e M16A4, a fim de resolver os problemas encontrados. Em testes realizados em 2005 e 2006, o Exército descobriu que, em média, os novos M4 e M16 dispararam aproximadamente 5.000 cartuchos entre as paradas.
Em Dezembro de 2006, o Centro de Análises Navais (Center for Naval Analyses; CNA) divulgou um relatório sobre as armas pequenas dos EUA em combate. A CNA realizou inquéritos sobre 2.608 soldados que voltaram do Iraque e do Afeganistão nos últimos 12 meses. Somente as tropas que dispararam suas armas contra alvos inimigos foram autorizadas a participar. 1.188 soldados foram armados com M16A2 ou A4, representando 46 por cento da pesquisa. 75 por cento dos usuários M16 (891 soldados) relataram que estavam satisfeitos com a arma. 60 por cento (713 soldados) estavam satisfeitos com as qualidades de manuseio, tais como protetores de mão, tamanho e peso. Dos 40% insatisfeitos, a maioria estava com seu tamanho. Apenas 19 por cento dos usuários de M16 (226 soldados) relataram uma paralisação, enquanto 80 por cento dos que sofreram uma paralisação disseram que teve pouco impacto em sua capacidade de limpar a paralisação e reativar seu alvo. Metade dos usuários da M16 nunca experimentou falhas de seus carregadores na alimentação. 83 por cento (986 soldados) não precisavam de seus fuzis reparados enquanto estavam em cena. 71 por cento (843 soldados) estavam confiantes na confiabilidade do M16, definido como o nível de confiança do soldado em que sua arma disparará sem mau funcionamento, e 72 por cento (855 soldados) estavam confiantes em sua durabilidade, definida como nível de confiança do soldado em que sua arma não vai quebrar ou precisa de reparação. Ambos os fatores foram atribuídos a altos níveis de soldados realizando sua própria manutenção. 60 por cento dos usuários da M16 ofereceram recomendações para melhorias. As solicitações incluíam maior letalidade da bala, fuzis novos construídos em vez de reconstruídos, carregadores de melhor qualidade, diminuição de peso e coronha flexível. Alguns usuários recomendaram armas mais curtas e mais leves, como a carabina M4. Algumas questões foram abordadas com a publicação do carregador melhorado STANAG em Março de 2009, e a M855A1 Enhanced Performance Round em Junho de 2010.
No início de 2010, dois jornalistas do New York Times passaram três meses com soldados e fuzileiros navais no Afeganistão. Enquanto lá, eles questionaram cerca de 100 soldados de infantaria sobre a confiabilidade de seus M16, bem como a carabina M4. As tropas não relataram problemas de confiabilidade com seus rifles. Enquanto apenas 100 soldados foram convidados, eles participaram em lutas diárias em Marja, incluindo pelo menos uma dúzia de combates intensos na província de Helmand, onde o solo é coberto de areia fina e pulverizada (chamada "poeira da lua" pelas tropas). As armas eram muitas vezes empoeiradas, molhadas e cobertas de lama. Intensos confrontos duraram horas com vários carregadores sendo gastos. Somente um soldado relatou um atolamento quando seu M16 foi coberto na lama após escalar fora de um canal. A arma foi limpa e retomou a disparar com o próximo cartucho na câmara. Além disso, o Chefe da Marinha, responsável pelo treinamento com armas e pelo desempenho do Terceiro Batalhão, Sexta Marinha, relatou que "Nós tivemos problemas nulos, não tivemos problemas." com seus 350 M16 e 700 M4 do batalhão.

## Projeto

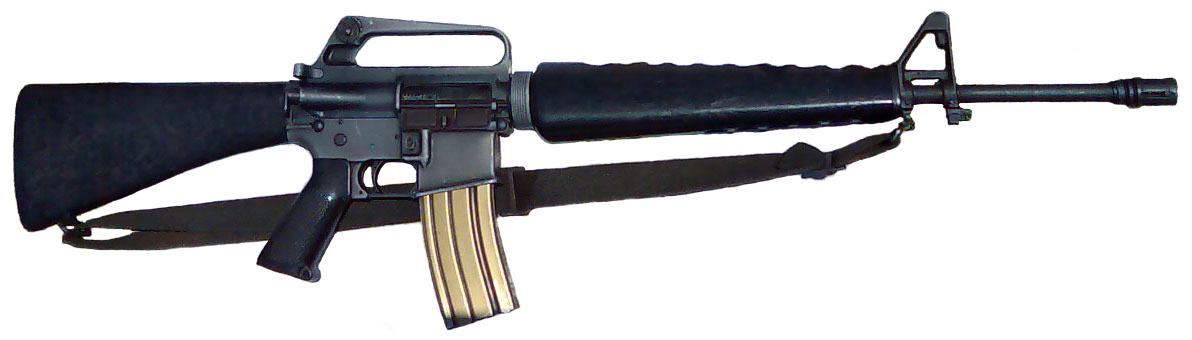
Rifle M16A1

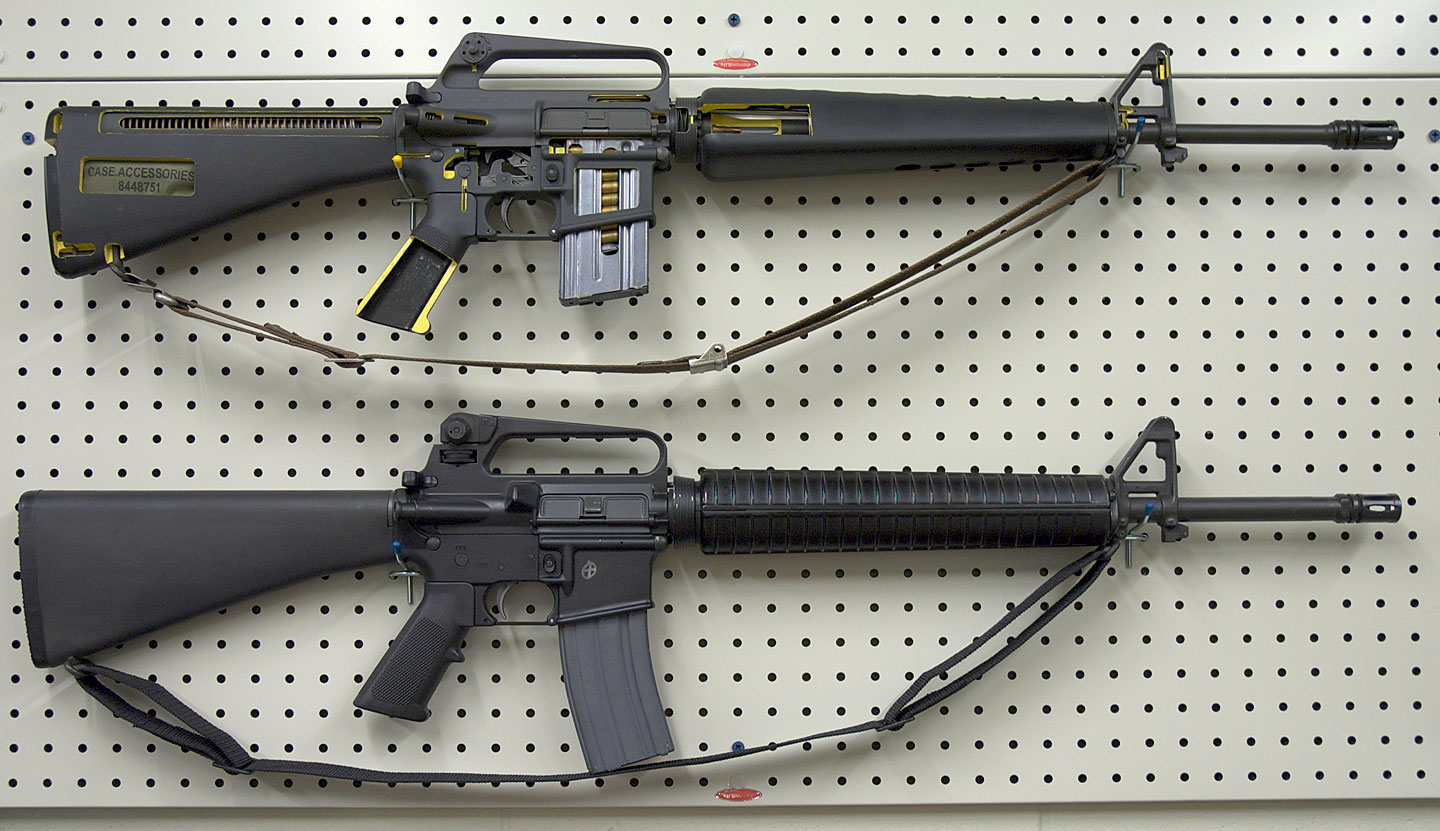
Rifle M16A1 cortado (em cima) M16A2 (embaixo)

O M16 tem um peso leve, 5,56 mm, refrigerado a ar, operado à gás, rifle de assalto alimentado por um carregador, com um parafuso rotativo. Os receptores do M16 são feitos de liga de alumínio 7075, o seu cano, parafuso, e transportador de parafuso de aço, e seus guardas mão, punho de pistola, e coronhas de plásticos.
O M16A1 foi especialmente leve em 7,9 libras (3,6 kg) com 30 cartuchos carregado. Esta foi significativamente menor do que o M14 que substituiu a 10,7 libras (4,9 kg) com 20 cartuchos carregado. também é mais leve, quando comparado com os AKMs 8,3 libras (3,8 kg), com um carregador de 30 cartuchos.
O M16A2 pesa 8,8 libras (4,0 kg) carregado com cartuchos, por causa da adoção de um perfil de cano mais grosso. O cano mais grosso é mais resistente a danos quando tratadas rudemente e também é mais lento a superaquecer durante o fogo sustentado. Ao contrário de um cano tradicional "bull" que é grosso em toda a sua extensão, o cano da M16A2 é só para a frente espessura das guardas de mão. O perfil cano sob os guardas de mão permaneceu o mesmo que o M16A1 para compatibilidade com o lança-granadas M203.

### Cano
Os primeiros modelos de canos da M16 tiveram uma torção de estriamento de 4 ranhuras, torção à direita, 1 volta em 14 polegadas de furo (1:355.6 mm) - como era o mesmo estriamento usado pelo tiro esportivo da .222 Remington. Isto foi mostrado para fazer a luz na bala do .223 Remington guinada no voo em intervalos longos e foi substituído logo. Modelos posteriores tiveram um estriamento melhorado com 6 ranhuras, torção direita, 1 volta em 12 polegadas (1: 304.8 mm) para maior precisão e foi otimizado para uso com o cartucho padrão M193 dos EUA. Os modelos atuais são otimizados para a bala SS109 da NATO mais pesada e têm 6 ranhuras, torção à direita, 1 volta em 7 polegadas (1:177,8 mm). Armas projetadas para aceitar os tiros da M193 ou SS109 (como os clones do mercado civil) geralmente têm um furo de 6 ranhuras na mão direita, um giro em 9 polegadas (1:228,6 mm), embora 1:8 polegadas e 1:7 polegadas de taxa de torção estão bem disponíveis.

### Recuo
"O sistema Stoner (M16) oferece um design muito simétrico que permite o movimento em linha reta dos componentes operacionais, o que permite que as forças de recuo sejam direcionadas para a retaguarda. Em vez de conectar ou outras peças mecânicas que conduzem o sistema, reduzindo o peso de partes móveis e o fuzil como um todo. " O M16 é retilíneo em linha reta, onde a mola de recuo está localizada na coronha diretamente atrás da ação, e serve a função dupla de mola de operação e amortecedor de recuo. O material que está em linha com o furo também reduz a elevação do focinho, especialmente durante o fogo automático. Como o retrocesso não altera significativamente o ponto de mira, são possíveis tiros de seguimento mais rápidos e a fadiga do usuário é reduzida. Além disso, o modelo atual M16 flash-supressores também agem como compensadores para reduzir o recuo ainda mais.
| Recuo Livre | Recuo Livre        |
|             | M16                |
| ----------- | ------------------ |
| Momento     | 40.4 lb-ft/s       |
| Velocidade  | 5.1 ft/s (1.6 m/s) |
| Energia     | 3.2 ft·lb (4.3 J)  |

Nota: Recuo Livre é uma equação matemática calculada usando o peso do fuzil, o peso da bala, a velocidade do focinho e o peso da carga. É o que seria medido se o fuzil fosse disparado suspenso em cordas, livre para recuar. Como mencionado acima, o retrocesso percebido de um fuzil também depende de muitos outros fatores que não são facilmente quantificados.

### Miras

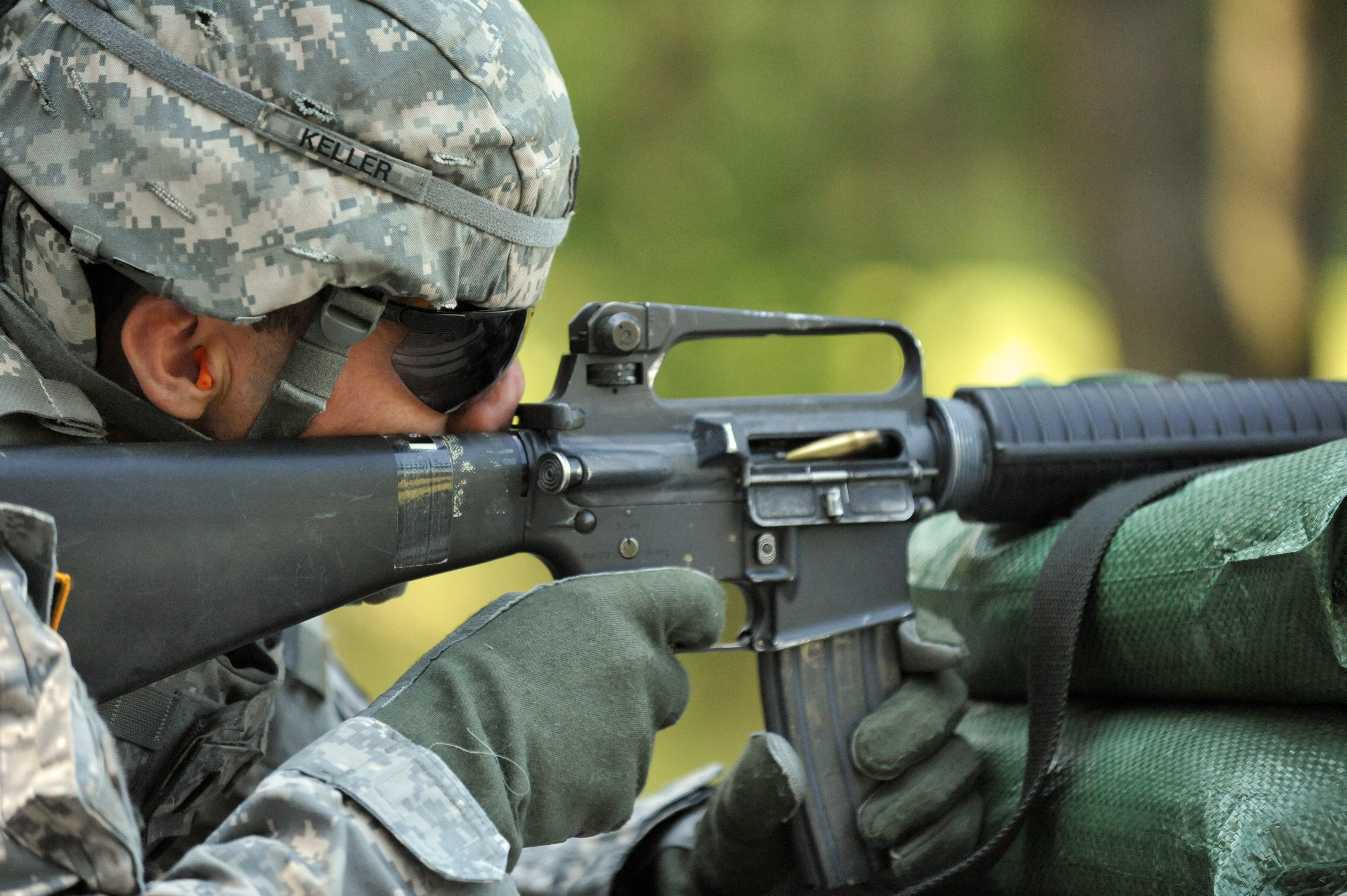
Soldado dos EUA atira um M16A2. Nota: receptor superior mostrando alça de transporte e mira traseira

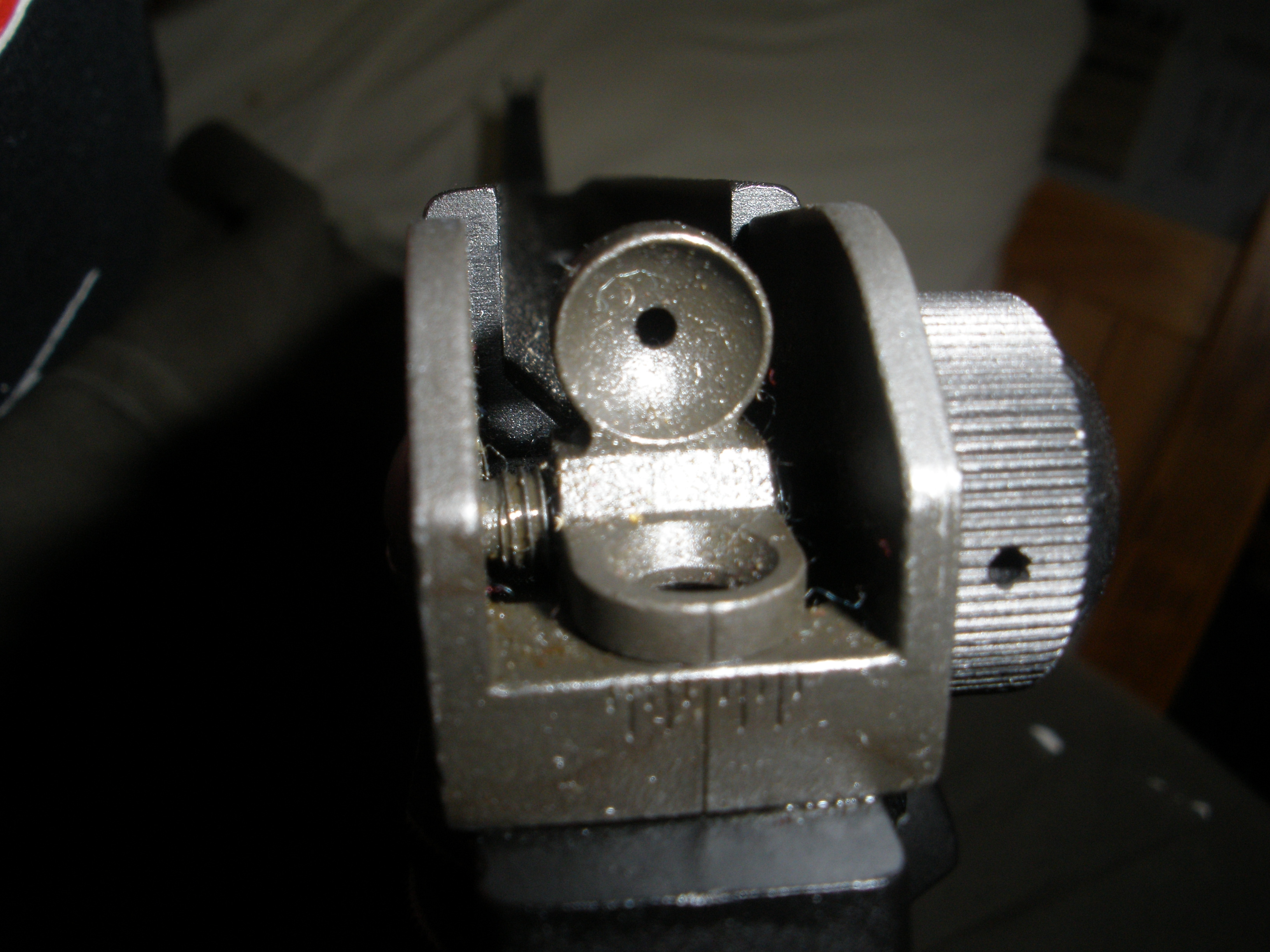
Mira traseira do M16A2

A característica ergonômica mais distinta do M16 é a alça de transporte e o conjunto de mira traseira em cima do receptor. Este é um subproduto do projeto original, onde a alça de transporte serviu para proteger a alça de carregamento. Como a linha da visão é de 2.5 polegadas (63,5 mm) sobre o furo, o M16 tem um problema inerente de paralaxe. Em intervalos mais próximos (tipicamente dentro de 15-20 metros), o atirador deve apontar alto para colocar tiros onde desejado. O M16 tem um raio de visão de 500 mm (19,75 polegadas). O M16 usa um flip do tipo L, mira traseira de abertura e é ajustável com duas configurações, de 0 a 300 metros e 300 a 400 metros. A vista frontal é um poste ajustável para elevação no campo. A mira traseira pode ser ajustada no campo para o windage. As miras podem ser ajustadas com uma ponta de bala e os soldados são treinados para zerar seus próprios rifles. A imagem de visão é a mesma que a M14, M1 Garand, Carabina M1 e o M1917 Enfield. O M16 também tem um "Low Light Level Sight System", que inclui um poste de mira frontal com um pequeno frasco de vidro de (triplo-H3) radioativo Tritium H3 e uma maior mira traseira de abertura. O M16 também pode montar uma luneta na alça de transporte. Com o advento do M16A2, foi adicionada uma nova mira traseira totalmente ajustável, permitindo que a mira traseira para ser marcado em configurações de intervalo específico entre 300 e 800 metros e para permitir ajustes windage sem a necessidade de uma ferramenta ou cartucho. As versões modernas tais como M16A4 usam trilhos de Picatinny, que permite o uso de várias lunetas e dispositivos de observação. O atual Exército dos Estados Unidos e Força Aérea fez questão da Carabina M4 vir com o M68 Close Combat Optic e Mira de Ferro Back-up. O Corpo de Fuzileiros Navais dos Estados Unidos usa o ACOG Rifle Combat Optic e a Marinha dos Estados Unidos usa EOTech Holographic Weapon Sight.

### Carregadores

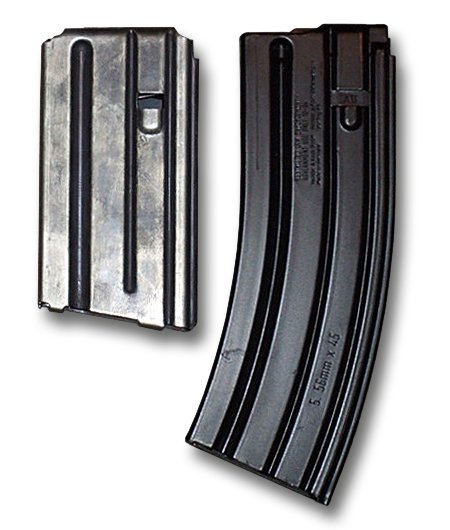
Carregadores de 20 tiros da Era do Vietnã (à esquerda) e edição atual carregador da OTAN STANAG de 30 tiros (à direita)

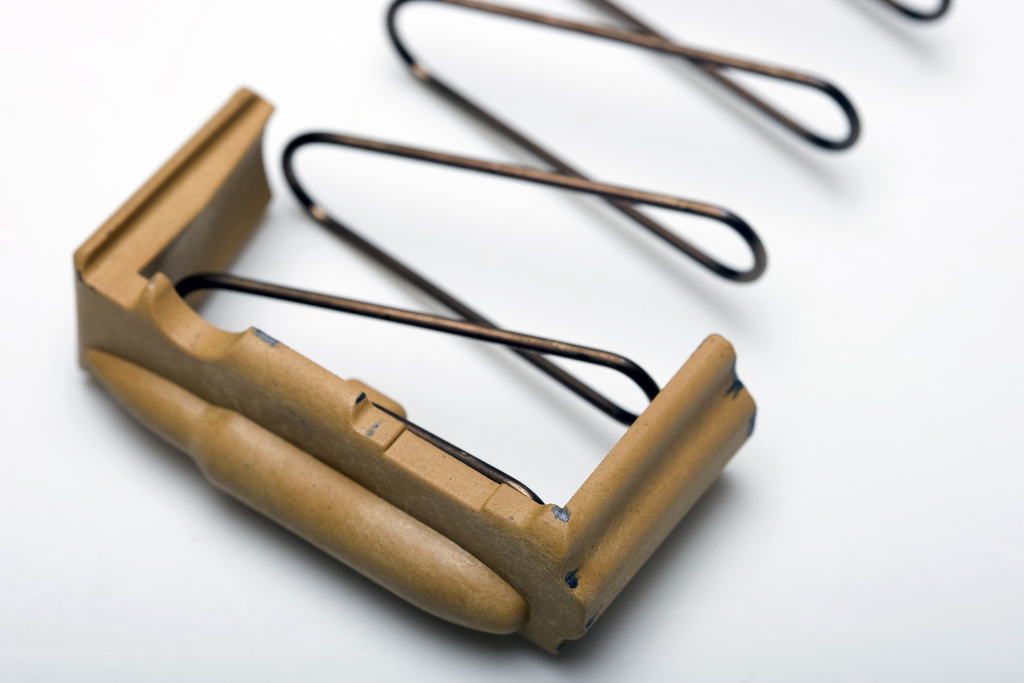
Seguidor de carregador de M16 improvisado bronzeado

O carregador do M16 foi concebido para ser um item leve e descartável. Como tal, é feito de alumínio pressionado/carimbado e não foi projetado para ser durável. O M16 usou originalmente um carregador de 20 cartuchos que foi substituído mais tarde por um projeto curvado de 30 cartuchos. Como resultado, a continuação do carregador tende a oscilar ou inclinar-se, causando avarias. Muitos carregadores não americanos e comerciais foram desenvolvidas para mitigar eficazmente estas deficiências (por exemplo, o carregador de aço inoxidável H&K, o polímero P-MAG da Magpul, etc.).
Produção do carregador de 30 cartuchos começou no final de 1967, mas não substituiu totalmente o carregador de 20 cartuchos até meados dos anos 1970. Os carregadores padrões M16 de 30 cartuchos de alumínio USGI pesam 0,11 kg (0.24 lb) vazios e são 7.1 lb (18 cm) de comprimento. Os carregadores de plástico mais recentes são cerca de meia polegada à mais. Os carregadores de aço mais recentes são cerca de 0,5 polegadas mais longo e quatro onças mais pesado. O carregador M16 tornou-se o carregador OTAN STANAG não-oficial e atualmente é usada por muitas Nações Ocidentais, em vários sistemas de armas.
Em 2009, os Estados Unidos começou a lançar um "carregador melhorado" identificado por um seguidor bronzeada. "O novo seguidor incorpora uma perna traseira estendida modificada e protrusão da bala para empilhamento melhorado e orientado. O seguidor de autonivelamento/anti-inclinação minimiza o bloqueio enquanto um perfil de bobina de mola mais largo cria mesma distribuição de força. Os ganhos de desempenho não adicionaram peso ou custo para os carregadores".
Em julho de 2016, o Exército dos Estados Unidos introduziu outra melhoria, o novo Carregador de Desempenho Aprimorado, que, segundo ele, resultará em um aumento de 300% na confiabilidade na carabina M4. Desenvolvido pelo Centro de Pesquisa, Desenvolvimento e Engenharia do Armamento do Exército dos Estados Unidos e pelo Laboratório de Pesquisa do Exército em 2013, é bronzeado com um seguidor azul para distingui-lo de carregadores anteriores, incompatíveis.

### Lança-granadas e espingardas

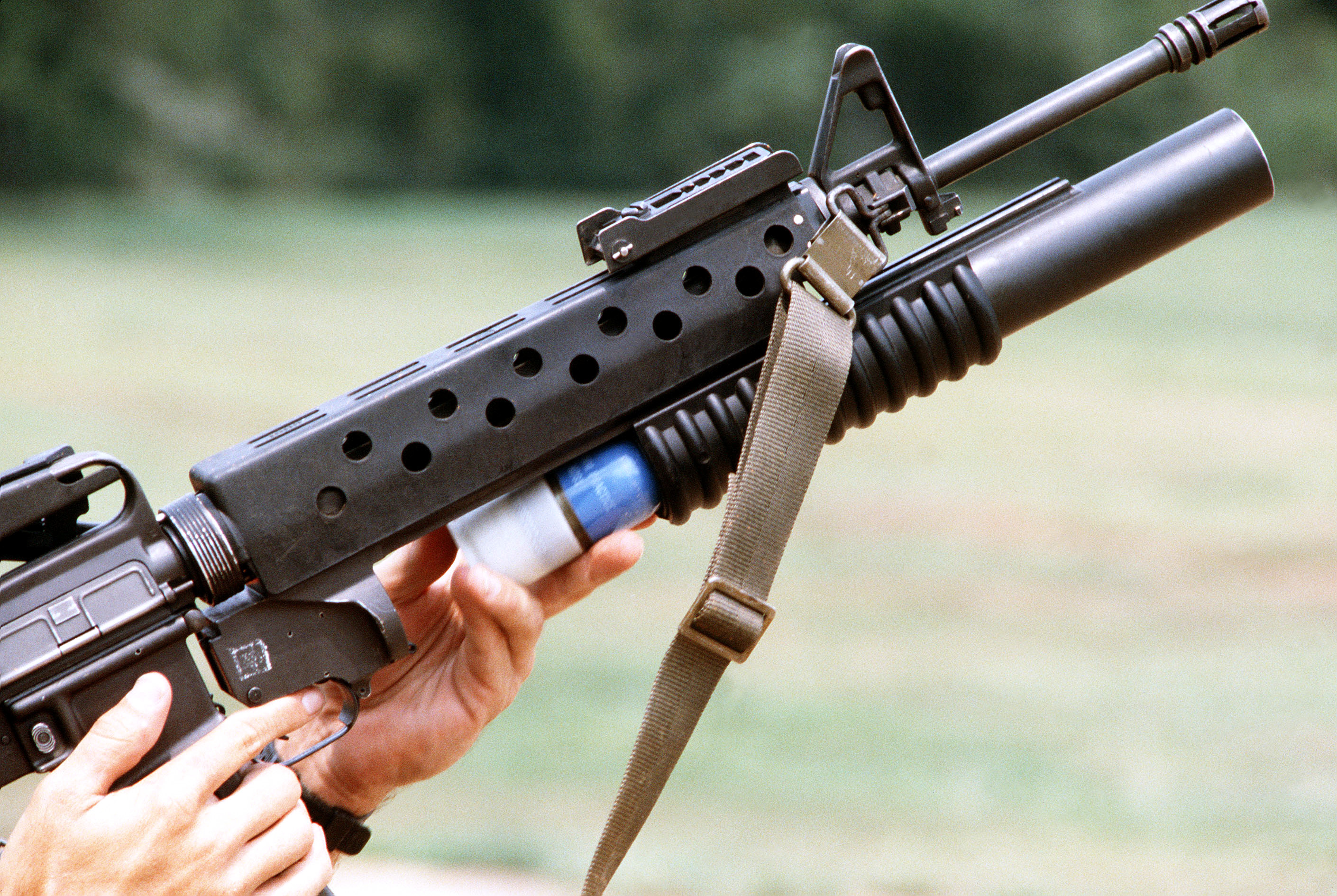
Carregamento de um lançador de granadas M203 40 mm ligado a um M16 com um círculo prático.

Todos os fuzis atuais tipo M16 são projetados para disparar granadas da STANAG (Padrão OTAN) de 22 mm de seus integrantes hiders flash sem o uso de um adaptador. Estes tipos de granadas de 22 mm variam de tiros antitanque a simples tubos com aletas com uma granada de mão de fragmentação ligada à extremidade. Eles vêm no tipo "padrão" que são impulsionados por um cartucho em branco inserido na câmara do fuzil. Eles também vêm na "armadilha de bala" e tipos de "disparar através", como seus nomes implicam, eles usam munição real. Os militares dos EUA geralmente não usam granadas de fuzil; No entanto, eles são usados por outras nações.
Todos os atuais fuzis tipo M16 podem montar lançadores de granadas de 40 mm, como o M203 e o M320. Ambos usam as mesmas granadas de 40 mm que o lançador de granadas M79 mais antigo e autônomo. O M16 também pode montar um sobcano de espingarda calibre 12 como KAC Masterkey ou o M26 Modular Accessory Shotgun System.

### Lançador de Controle de Tumulto

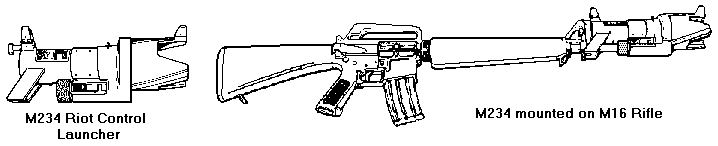
Lançador de Controle de Tumulto M234

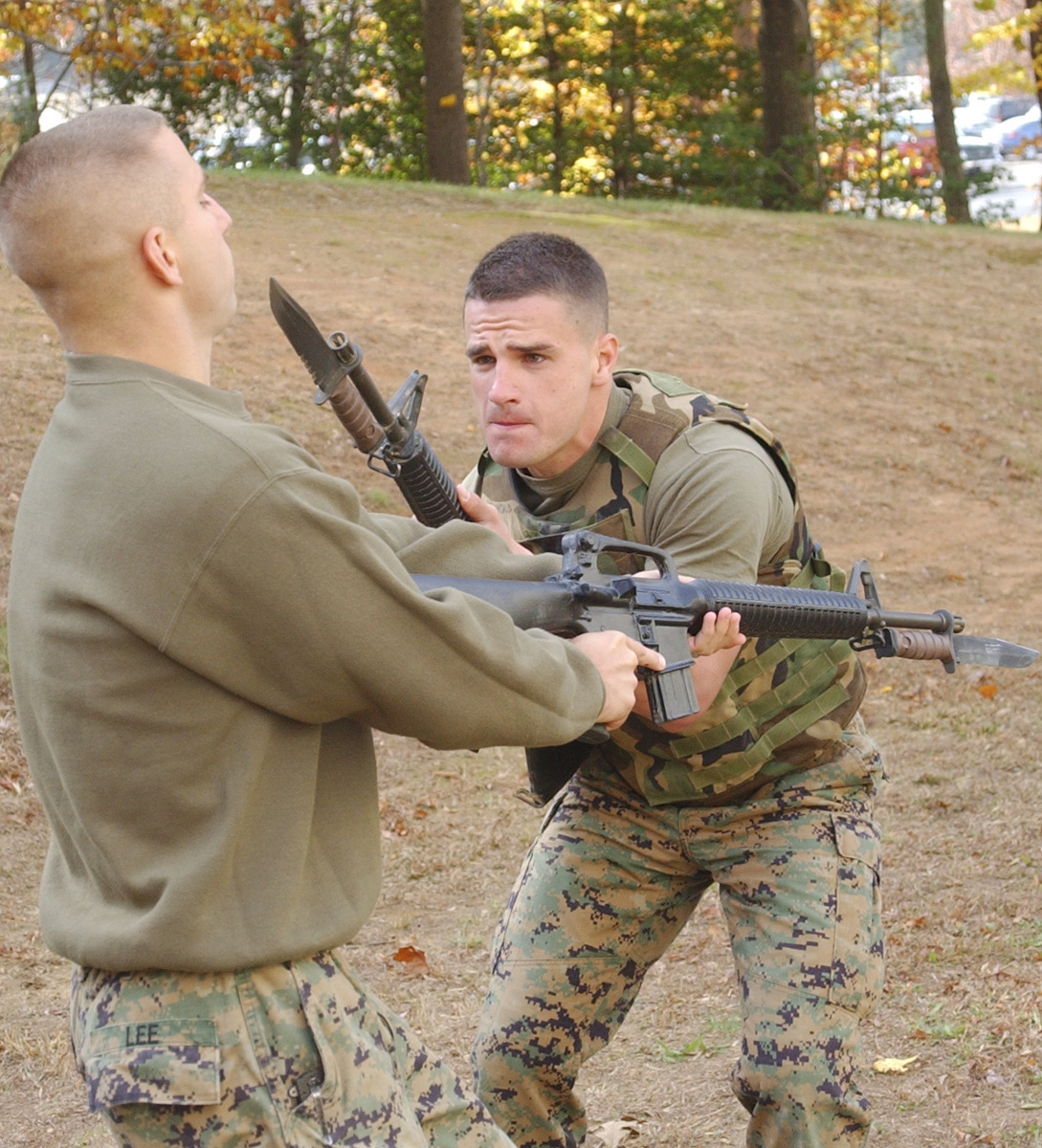
USMC com M16A2 com a baioneta OKC-3S.

O Lançador de Controle de Tumulto M234 é um acessório de rifle da série M16 que dispara um cartucho M755 blank. O M234 monta no focinho, liga da baioneta e poste da mira frontal do M16. Ele aciona o M734 64 mm Controle de Tumultos Cinéticos ou o M742 64 mm CSI Projéteis do Aerofólio do Anel de Controle de Tumulto. Este último produz uma nuvem de gás lacrimogêneo de 4 (1,21 m) a 5 pés (1,52 m) no impacto. A principal vantagem de usar Projéteis de Aerofólio de Anel  é que seu projeto não permite que eles sejam jogados para trás por manifestantes com qualquer efeito real. O M234 já não é usado pelas forças dos Estados Unidos. Foi substituído pelo lançador de granadas M203 40mm e munição não letal.

### Baioneta
O M16 tem 44.25 polegadas (1124mm) de comprimento com uma baioneta M7 anexada. A baioneta M7 baseia-se em projetos anteriores, como as baionetas M4, M5 e M6, todas descendentes diretas da faca de combate M3 e com lâmina de ponta de lança com borda secundária semiafiada. A nova baioneta M9 tem uma lâmina de ponto de fixação com dentes de serra ao longo da espinha, e pode ser usada como uma faca multifuncional e cortador de arame quando combinado com sua bainha. A atual baioneta daUSMC OKC-3S tem uma semelhança com a famosa faca de combate Ka-Bar dos fuzileiros navais norte-americanos, com serrilhas próximas ao cabo.

### Bipé
O M16 e M16A1 foram capazes de usar o bipé XM3. O bipé XM3 era um suporte leve e não ajustável que se fixava ao cano do M16 para um disparo mais preciso. O projeto não viu o uso em grande escala e foi desfeito logo após a guerra do Vietnã.

## Padrões da OTAN

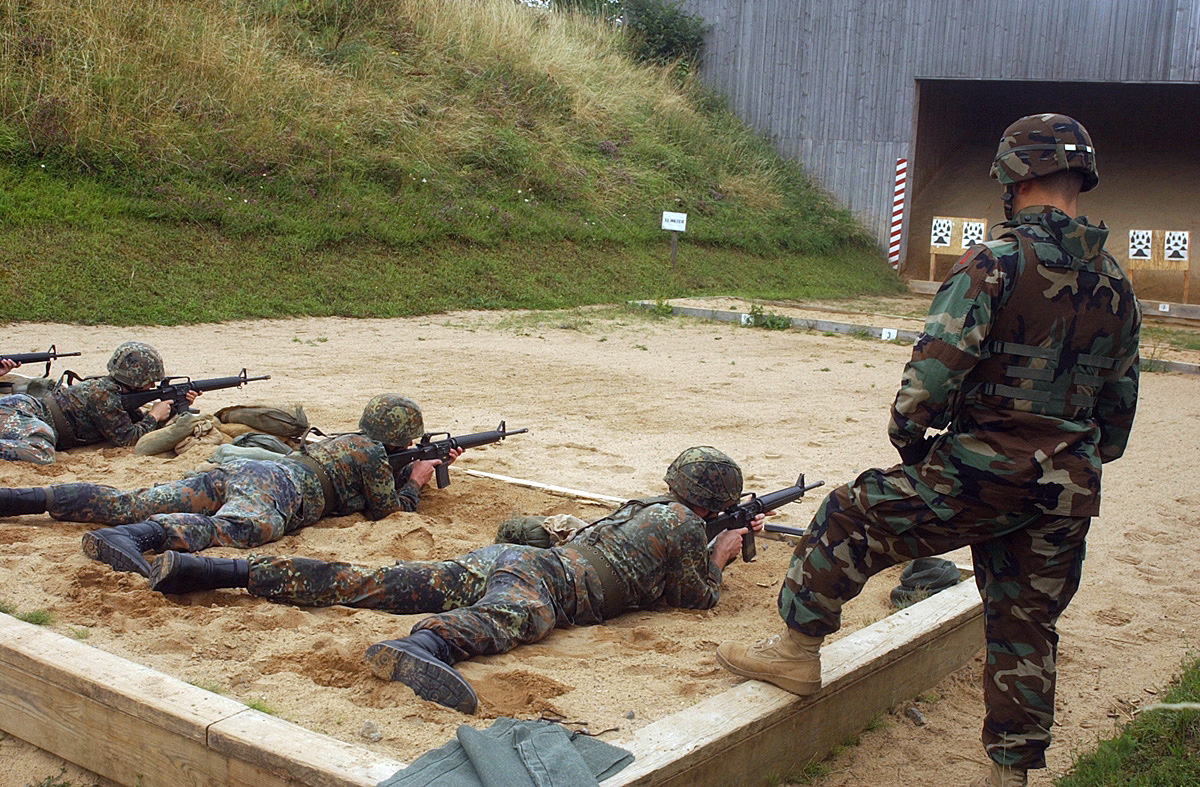
Soldados do Exército Alemão da 13ª Divisão Panzergrenadier se qualificam com o M16A2 em Würzburg, como parte de uma parceria com a 1 ª Divisão de Infantaria dos EUA.

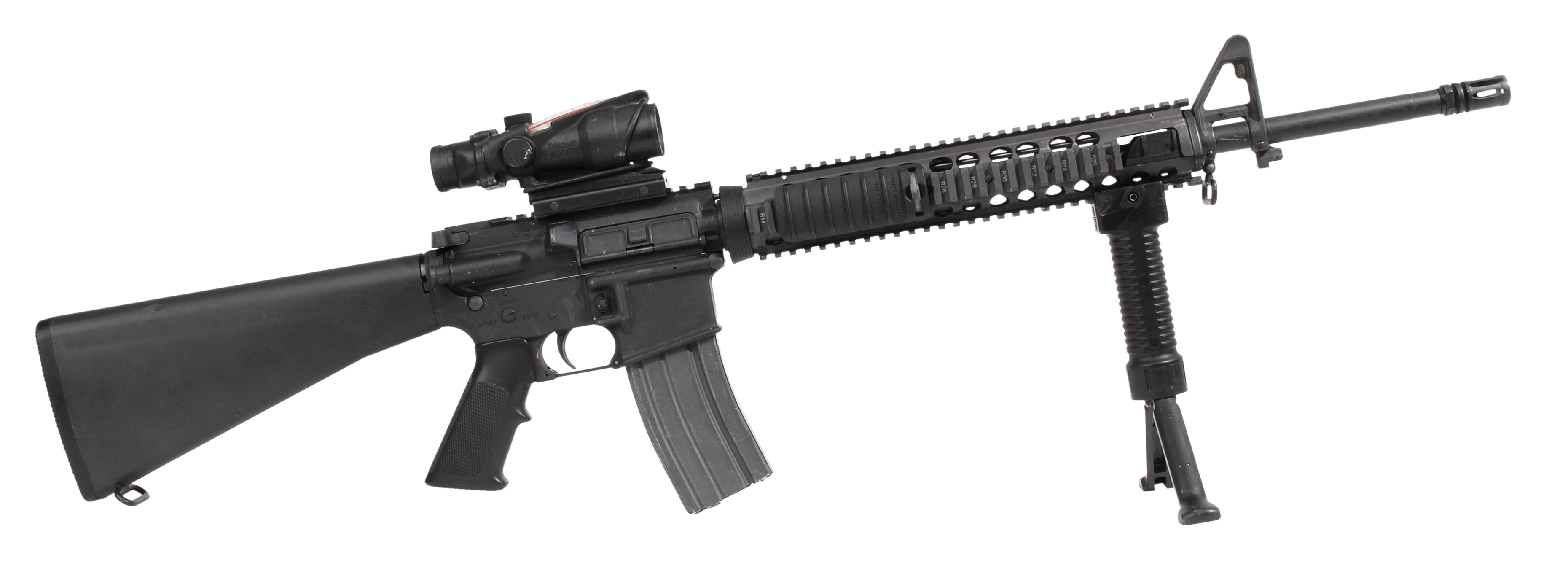
M16A4 com trilhos Picatinny e mira ACOG

Em março de 1970, os EUA recomendaram que todas as forças da OTAN adotassem o cartucho de 5,56×45mm. Esse deslocamento representou uma mudança na filosofia na posição de longa data dos militares sobre o tamanho do calibre. Em meados da década de 1970, outros exércitos estavam olhando as armas de estilo M16. Um esforço de normalização da OTAN logo começou e testes de várias disparos foram realizadas a partir de 1977. Os EUA ofereceram o disparo da 5,56×45mm M193, mas havia preocupações sobre sua penetração em face da introdução mais ampla de armadura corporal. No final, o tiro SS109 belga de 5,56×45mm foi escolhida (STANAG 4172) em outubro de 1980. O tiro da SS109 foi baseado no cartucho dos EUA, mas incluiu um novo mais forte, mais pesado, o projeto de bala de 62 grãos, com melhor desempenho de longo alcance e melhor penetração (especificamente, para penetrar consistentemente o lado de um capacete de aço a 600 metros).. Devido ao seu design e menor velocidade do focinho (cerca de 3110 pés/s) o tiro SS109 belga é considerada mais humana porque é menos provável fragmentar do que o tiro da M193 dos E.U.A. A munição padrão do 5,56×45mm da OTAN produzida para forças dos EUA é designada M855.
Em outubro de 1980, pouco depois que a OTAN aceitou o cartucho de rifle 5,56×45mm NATO . Projeto de acordo da normalização 4179 (STANAG 4179) foi proposto para permitir que os membros da OTAN partilhem facilmente munições e carregadores de rifle até ao nível do soldado individual. O carregador escolhida para se tornar a carregador STANAG foi originalmente projetada para o M16 dos EUA. Muitos países membros da OTAN, mas não todos, posteriormente desenvolveram ou compraram rifles com a capacidade de aceitar este tipo de carregador. No entanto, o padrão nunca foi ratificado e continua a ser um "Projeto STANAG'.
O trilho acessório da OTAN STANAG 4694, ou trilho Picatinny STANAG 2324, ou um "Trilho Tático" é um suporte usado em rifles de tipo M16 para fornecer uma plataforma de montagem padronizada. O trilho compreende uma série de nervuras com uma secção transversal em forma de T intercalada com "fendas de espaçamento" planas. As lunetas são montados deslizando-os de uma extremidade ou da outra; Por meio de um "agarrador de trilho" que é apertado ao trilho com parafusos, parafusos de dedo ou alavancas; Ou nas fendas entre as secções levantadas. O trilho era originalmente para lunetas. No entanto, uma vez estabelecida, o uso do sistema foi expandido para outros acessórios, tais como luzes táticas, módulos de mira laser, dispositivos de visão noturna, visores reflex, foregrips, tripés e baionetas.
Atualmente, o M16 está em uso por 15 países da OTAN e mais de 80 países em todo o mundo.

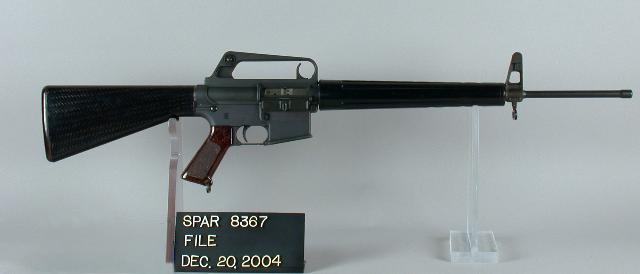
ArmaLite AR-15 recente sem carregador ou flash hider

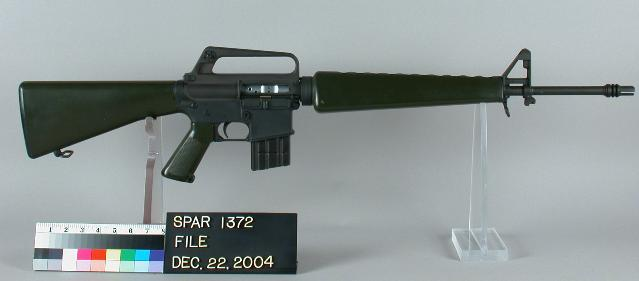
Colt ArmaLite AR-15 Modelo 01 fabricado de 1959 a 1964

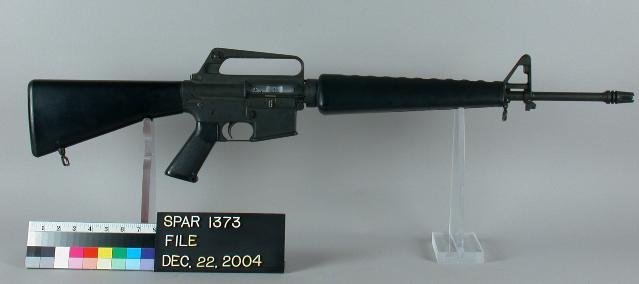
Colt ArmaLite AR-15 Modelo 02 fabricado em 1964

## ArmaLite AR-15

### ArmaLite AR-15
A arma que eventualmente se tornou a série M16 era basicamente uma AR-10 reduzida com uma alça de carregamento ambidestro localizada dentro da alça de transporte, um quadro de mira frontal "A" mais estreito e nenhum supressor de flash.

## Predecessores

### Pré-produção do ArmaLite AR-15
A arma que eventualmente se tornou a série M16 foi basicamente um AR-10 reduzido com um identificador de carregamento ambidestro localizado dentro da alça de transporte, uma visão mais estreita do quadro "A", e nenhum supressor de flash.

## Variantes

### M16

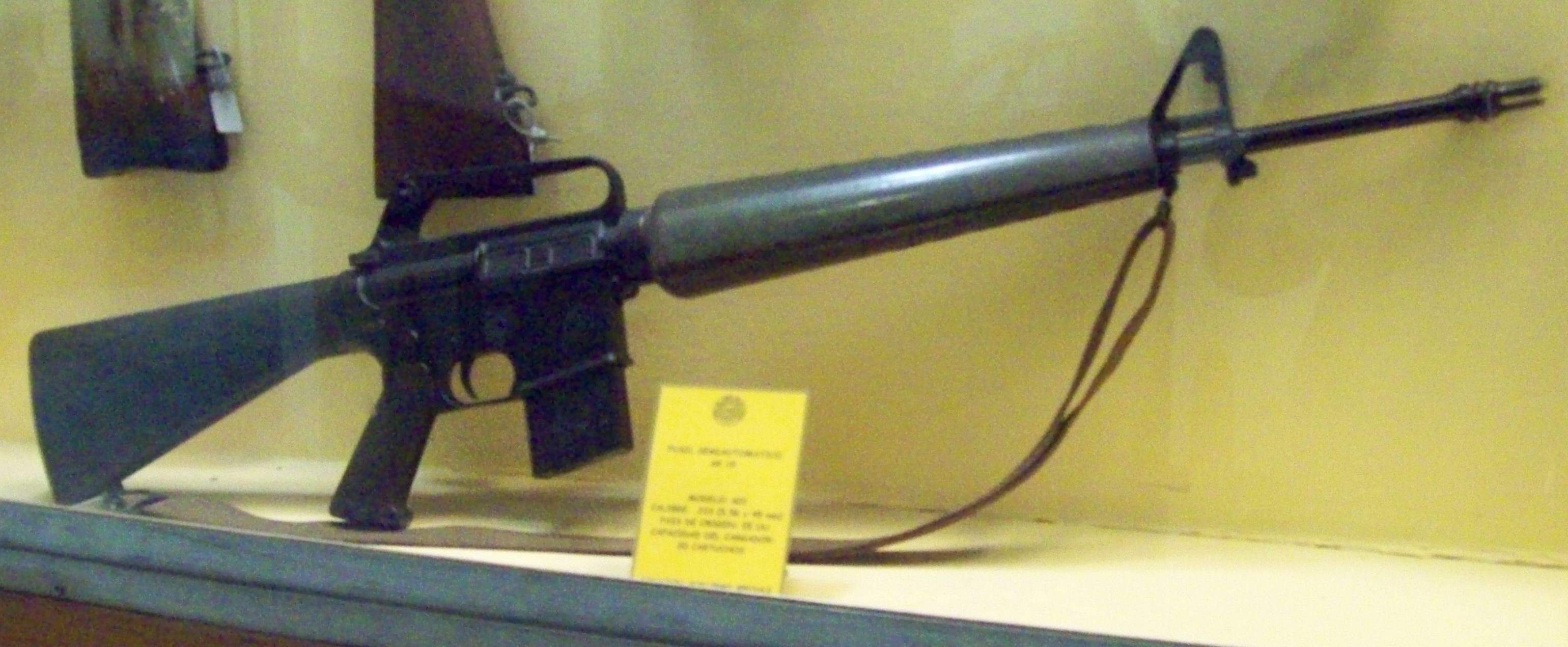
Um dos primeiros M16 sem assistência para "ferrolho à frente". Notas: o quebra-chamas "duckbill" de três pontas e a empunhadura triangular

Esta foi a primeira variante do M16 adotada operacionalmente, pela Força Aérea dos EUA. Estava equipado com guarda-mão triangular, coronhas sem compartimento para o armazenamento de um kit de limpeza, um quebra-chamas de três pontas, totalmente automático e sem assistência para "ferrolho à frente". Os trilhos do ferrolho eram originalmente cromados e com lados lisos, sem entalhes de assistência para "ferrolho à frente". Mais tarde, os trilhos cromados foram abandonados em favor dos trilhos com entalhes e parquerizados do Exército, embora a parte interna do trilho do ferrolho ainda fosse cromada. A Força Aérea continuou a operar essas armas até cerca de 2001, quando converteu todos os seus M16 para a configuração M16A2.
O M16 também foi adotado pelo "Special Air Service" britânico, que o usou durante a Guerra das Malvinas.

### XM16E1 e M16A1 (modelo Colt 603)

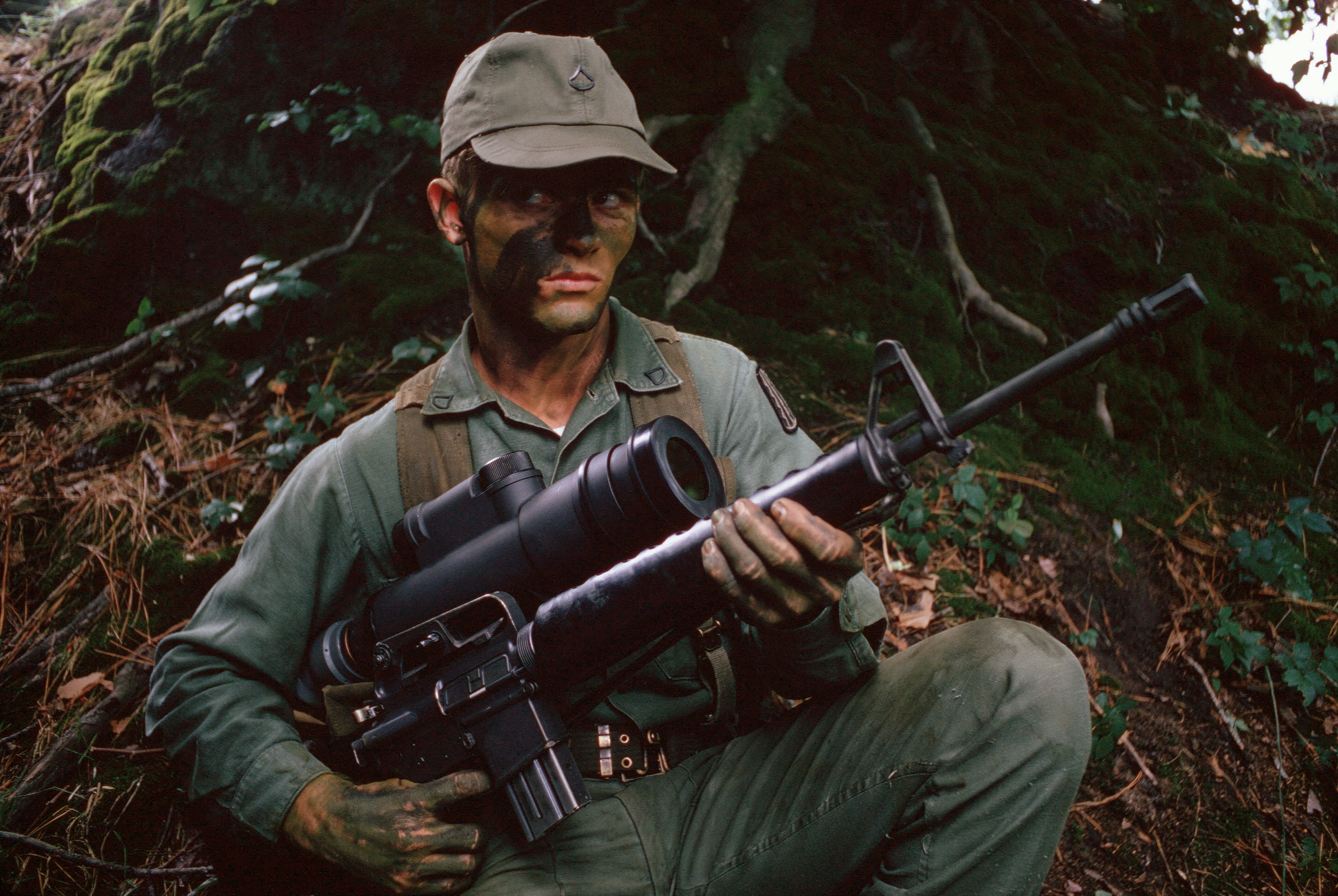
Soldados de infantaria na época da Guerra do Vietnam com um M16A1 equipado com luneta "AN/PVS-2 Starlight" de uso noturno. Nota: o quebra-chamas estilo "gaiola"

O "XM16E1" do Exército dos EUA era essencialmente a mesma arma que o M16 com a adição de uma assistência para "ferrolho à frente" e entalhes correspondentes no porta-ferrolho. O M16A1 foi o modelo de produção finalizado em 1967 e foi produzido até 1982.
Para resolver os problemas levantados pelo ciclo de teste do XM16E1, um quebra-chamas do tipo "gaiola" substituiu o de três pontas do XM16E1 que se prendia em galhos e folhas. Várias outras mudanças foram feitas após inúmeros problemas relatados em campo. Kits de limpeza foram desenvolvidos e lançados enquanto canos com câmaras cromadas e, posteriormente, totalmente revestidos foram introduzidos.
Com essas e outras mudanças, a taxa de mau funcionamento diminuiu lentamente e os novos soldados geralmente não estavam familiarizados com os primeiros problemas. Uma nervura foi adicionada na lateral do receptor no XM16E1 para ajudar a evitar o pressionamento acidental do botão de liberação do carregador ao fechar a tampa da porta de ejeção. Esta nervura foi posteriormente estendida nos M16A1s de produção para ajudar a evitar que a liberação do carregador seja pressionada inadvertidamente. O orifício no ferrolho que aceita o pino de fixação foi frisado para dentro em um dos lados, de forma que o pino não pudesse ser inserido com o ferrolho instalado invertido, impedindo a inserção do pino até que o erro de montagem fosse corrigido. O M16A1 viu uso limitado em ações de treinamento até o início de 2000, mas não está mais em serviço ativo nos EUA, embora ainda seja uma arma padrão em muitos exércitos mundiais.

### M16A2
O desenvolvimento do rifle M16A2 foi originalmente solicitado pelo Corpo de Fuzileiros Navais dos Estados Unidos como resultado da experiência de combate no Vietnã com o XM16E1 e o M16A1. Foi oficialmente adotado pelo Departamento de Defesa como o "US Rifle, 5,56mm, M16A2" em 1982. Os fuzileiros navais foram o primeiro ramo das Forças Armadas dos EUA a adotá-lo, no início dos anos 80, com o Exército dos Estados Unidos seguindo o exemplo no final dos anos 80.

### M16A3
O M16A3 é uma versão modificada do M16A2 adotado em pequenas quantidades pelas unidades Navy SEAL, Seabee e de Segurança dos EUA. Possui o grupo de disparo M16A1 que fornece modos "seguro", "semiautomático" e "totalmente automático" em vez dos modos "seguro", "semiautomático" e "rajada" da A2.

### M16A4
O M16A4 é a quarta geração da série M16. É equipado com uma alça de transporte removível e um trilho Picatinny quad de comprimento total para ótica de montagem e outros dispositivos auxiliares. O FN M16A4, usando fogo seletivo seguro/semi/rajada, tornou-se padrão para o Corpo de Fuzileiros Navais dos EUA e é a questão atual para os recrutas do Corpo de Fuzileiros Navais tanto no MCRD San Diego quanto no MCRD Parris Island bem como candidatos na Officer Candidate School em Quantico, Virginia.

## Cronologia do desenvolvimento
A história do desenvolvimento e adoção do fuzil 5,56mm americano, o M16, é longa e controversa, a seguir se encontra a mais provável:
- 1948: O Operations Research Office (ORO) do exército americano realizou uma pesquisa sobre armas leves, a pesquisa foi concluída no início dos anos 1950, e teve como resultado que o calibre mais desejável para infantaria seria o .22 .O que possibilitaria uma arma de alta taxa de disparo, com seletor de fogo automático, e com precisão de até 300 metros.
- 1953 – 1957: o US DOD realiza uma pesquisa similar que chega a mesma conclusão um calibre .22 de alta velocidade.
- 1957: O exército americano pede a Armalite, uma divisão da Fairchild Aviation Corp. para desenvolver um fuzil calibre .22, leve com seletor de fogo, com capacidade para penetrar um capacete de aço a 500 metros. Eugene Stoner, um projetista da Armalite, desenha um novo fuzil de assalto com base no seu desenho anterior o AR-10 em calibre 7,62mm, ao mesmo tempo a Remington, em conjunto com a Armalite, começa o desenvolvimento de um cartucho com base nos .222 Remington e .222 Remington Magnum, ambos cartuchos de caça, sobre o nome inicial de .222 Remington Special e lançado sob a designação .223 Remington, com código M193.
- 1958: A Armalite entrega os novos fuzis, sob o nome de AR-15, ao exército para testes. Os testes iniciais mostraram sérios problemas de precisão e confiabilidade com o fuzil.
- 1959: A Fairchild desapontada com o AR-15 vende os direitos de produção e  patente para a  Colt Manufacturing Company.
- 1960: Eugene Stoner deixa a Armalite e se junta a Colt, no mesmo ano a Colt apresenta o AR-15 para o comandante da USAF, General Curtis LeMay. LeMay pretendia adquirir oito mil AR-15 para o Comando Aéreo Estratégico, para substituir as envelhecidas carabinas M1 e M2.
- 1962: A Agência de Projetos de Pesquisa Avançada (ARPA), compra mil AR-15 da Colt e os envia ao Vietnã do Sul para experiências em combate. No mesmo ano excelentes relatórios chegam do campo que demonstram a eficácia do novo fuzil preto usado pelas forças do Sul.
- 1963: A Colt recebe contratos de 85 mil unidades para o exército dos Estados Unidos, com a designação de XM16E1 e mais 19 mil fuzis para USAF, com a designação M16. O M16 da USAF não era nada mais do que um AR-15 com um novo nome. O XM16E1 difere do AR-15/M16 (modelos da época) por ter um dispositivo adicional chamado de frente auxiliar, que empurra o conjunto do ferrolho, forçando a cabeça de trancamento em caso de obstruções.
- 1964: A USAF (United States Air Force, ou Força Aérea dos Estados Unidos) adota oficialmente o M16, e no mesmo ano o exército americano aprova o XM16E1 para ser usado no período de aposentadoria do M14 de calibre 7,62mm até a finalização do projeto SPIW.
- 1966: A Colt é premiada com um contrato de 840 mil fuzis para as forças armadas americanas num valor de 92 milhões de dólares, cerca de 105 dólares por unidade.
- 1967: O exército americano aprova o XM16E1 sob a designação M16A1 em 28 de fevereiro.
- 1965 – 1967: Relatórios de campo do Vietnã lançam um olhar pessimista sobre a arma, os fuzis entregues para as tropas americanas travavam em meio ao combate, o que resultou em muitas baixas. Houve algumas causas para o mau funcionamento, o principal foram as munições que usavam, tinham como propelente uma pólvora em grânulos esféricos, a mesma utilizadas na munição 7,62mm OTAN. Esses grânulos produziam resíduos muito incrustantes que se acumulavam e travavam o fuzil, isso aliado ao fato do kit de limpeza não acompanhar o fuzil, os soldados eram pouco treinados para limpar o seu fuzil e tinham poucas provisões para fazê-lo, e o sistema de ação direta sobre o ferrolho aumentavam os desgastes da arma reduzindo sua precisão rapidamente.
- 1967 – 1970: Percebidas as deficiências do fuzil, começou-se a saná-las, utilizando-se novas munições que geram bem menos resíduos, o ferrolho e o duto de gases começam a ser cromados para aumentar sua resistência à corrosão, Kits de limpeza foram despachados para as tropas e programas de treinamento foram feitos. Inicialmente os kit eram levados separados da arma mas por volta de 1970 todos os M16A1 são fabricados com uma cavidade na coronha para levar o kit. No mesmo ano carregadores de 30 cartuchos foram introduzidos para se equiparar aos fuzis AK-47 de fabricação chinesa e soviética que vinham com essa capacidade.
- 1977 – 1979: Ensaios da OTAN levam a adoção de um cartucho 5,56x45mm melhor, desenvolvido na Bélgica pela FN, desenvolvido em conjunto com a metralhadora leve FN Minimi, com um projétil 0,5 grama mais pesado e mais fino na ponta, com uma velocidade um pouco menor, como resultado um alcance e poder de penetração maior. O alcance melhorou porque a munição tinha um melhor coeficiente balístico, seu código é SS109. O cartucho SS109 precisa de um cano com um giro nas estrias a cada 7 polegadas (razão 1:7), o cano dos primeiros M16 que usavam munição M193 tinha razão 1:12, pois queriam que o projétil tomasse posição vertical para aumentar o dano. Hoje muitos fabricantes fazem seus canos com razão 1:9, para que eles aceitem razoavelmente bem ambas as munições.
- 1981: A Colt desenvolveu uma variação do M16A1, denominado M16A1E1, adaptado para a munição de origem belga SS109. Possuía um cano mais pesado com razão 1:7, guarda-mato cilíndrico ao invés do triangular e miras ajustáveis e substituiu o fogo automático pela rajada de 3 tiros como medida para preservar munição.
- 1982: O M16A1E1 é renomeado como M16A2.
- 1983: O US Marine Corps aprova e adota o M16A2.
- 1985: O US Army adota oficialmente o M16A2 como fuzil padrão da infantaria.
- 1988: A FN Manufacturing, uma subsidiária da FN Herstal, torna-se o principal fabricante de armas das forças armadas americanas, porém a Colt continua o desenvolvimento e fabricação de armas baseadas no AR-15, porém fornecendo apenas para o mercado civil.
- 1994: As versões mais recentes da família M16 são lançadas: M16A3 e M16A4 com alça removível e trilhos picatinny, sendo que o M16A3 possui capacidade de fogo automático diferente do M16A4 que, como o M16A2, é limitado a rajada de 3 tiros. Nesse mesmo ano foram lançados novos membros dessa "família" o M4 e M4A1 que não são nada mais do que, respectivamente, M16A2 e M16A3 com canos menores.

## Produção e usuários

Usuários mundiais da M16 (antigos e atuais)

O M16 é o fuzil 5,56×45mm mais comumente fabricado no mundo. Atualmente, a M16 está em uso por 15 países da OTAN e mais de 80 países em todo o mundo. Juntos, muitas empresas nos Estados Unidos, Canadá e China t êm produzido mais de 8.000.000 de fuzis de todas as variantes. Aproximadamente 90% ainda estão em operação. O M16 substituído tanto a carabina M14 e M2 como fuzil de infantaria padrão das forças armadas dos Estados Unidos. Embora, o M14 continua a ter serviço limitado, principalmente em franco atirador, atirador designado, e os papéis cerimoniais.

### Usuários

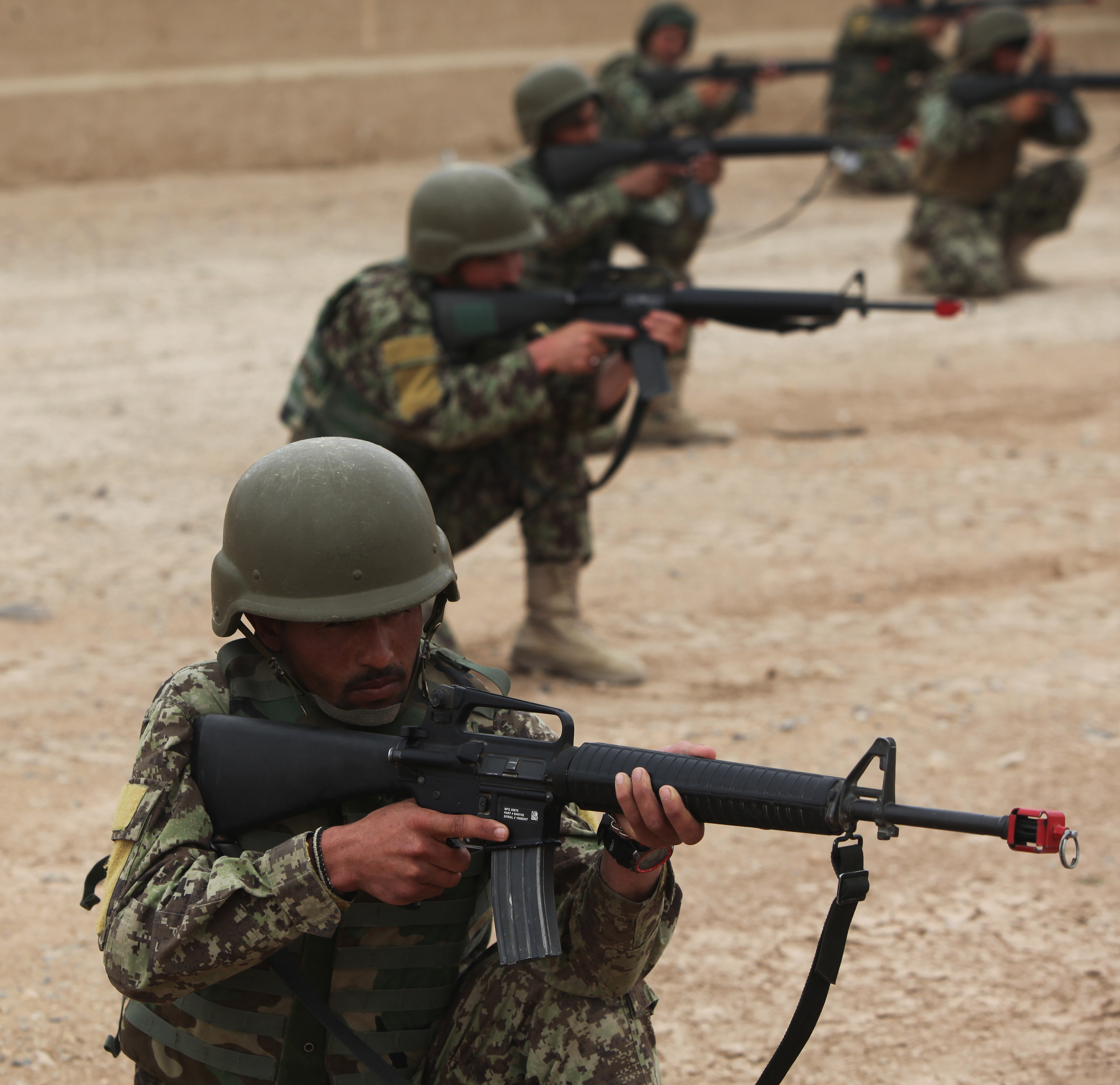
Soldados do Exército Nacional do Afeganistão com rifles M16A2

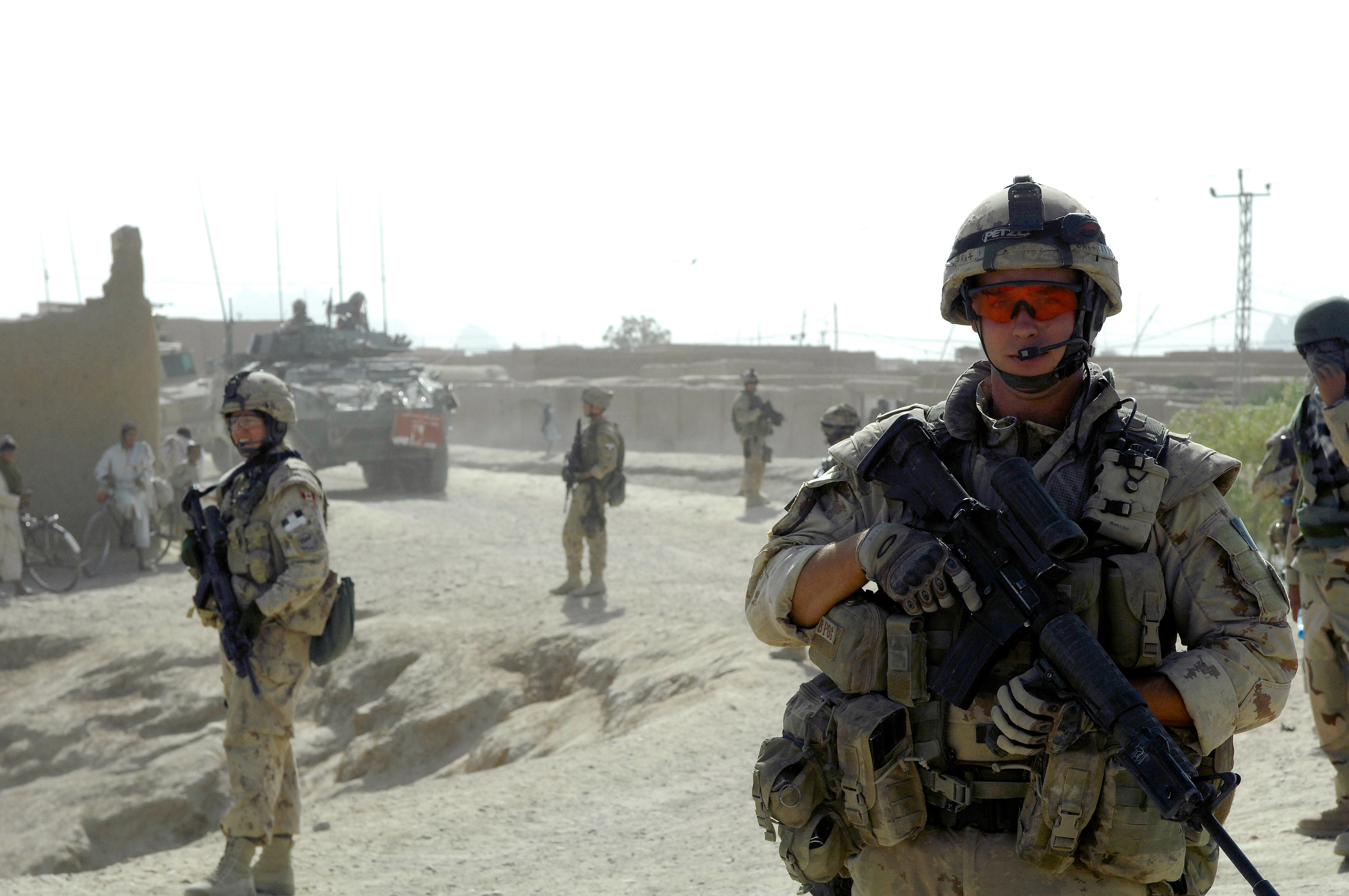
Soldados canadenses patrulham Kandahar, Afeganistão, armados com rifles C7 (tipo M16)

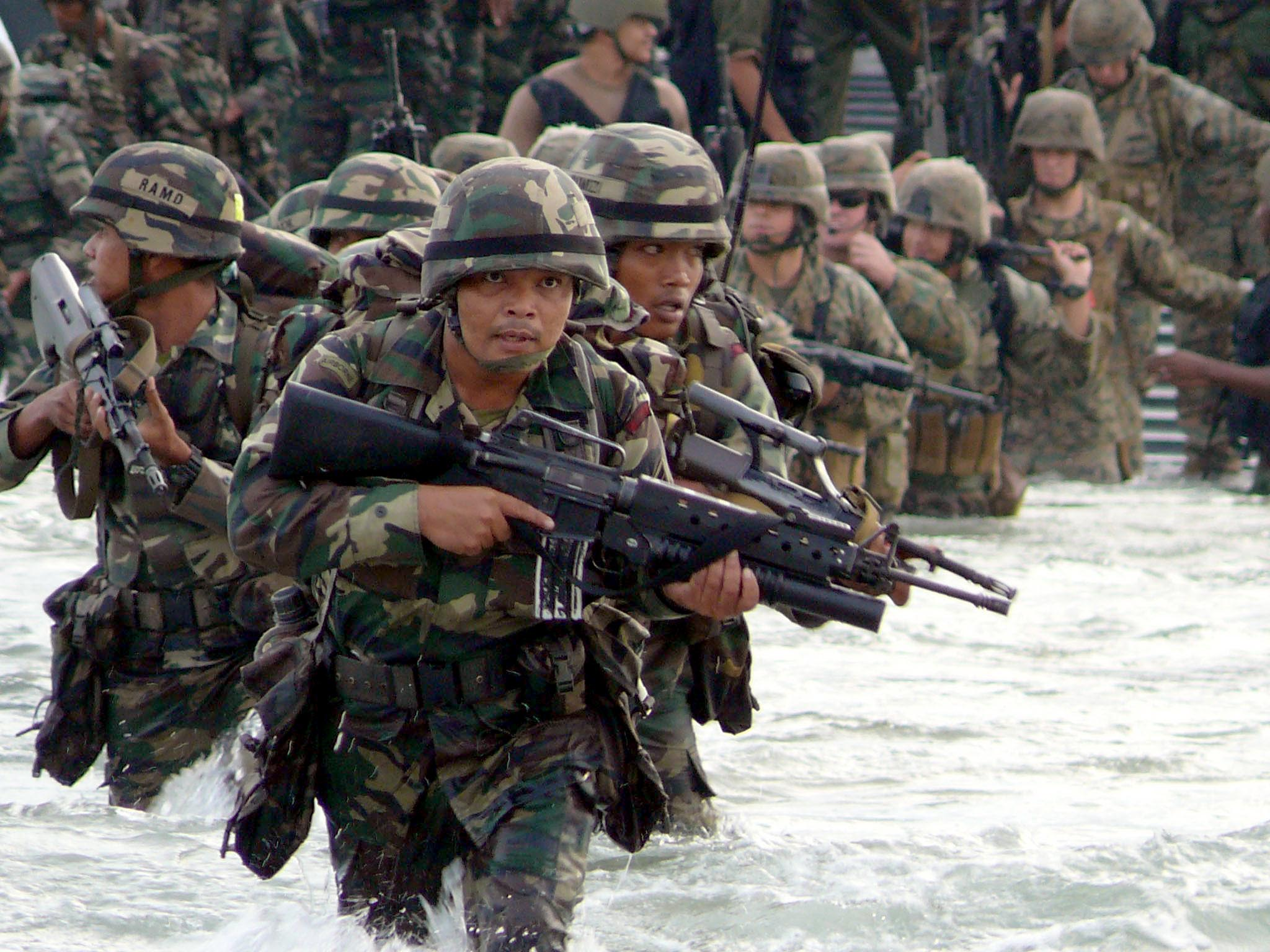
Soldado do exército da Malásia com uma M16A1 equipada com um lança-granadas M203 durante uma CARAT, Malásia 2008

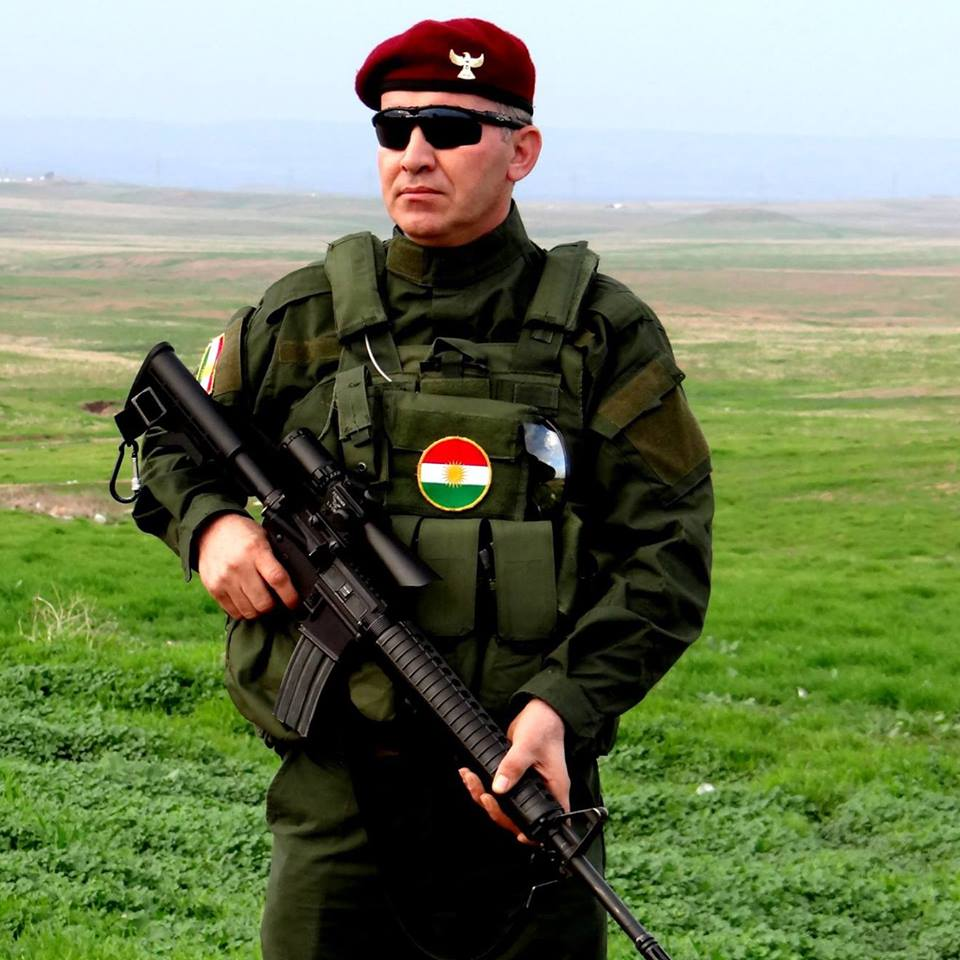
Um soldado Peshmerga com seu rifle M16A4 modificado

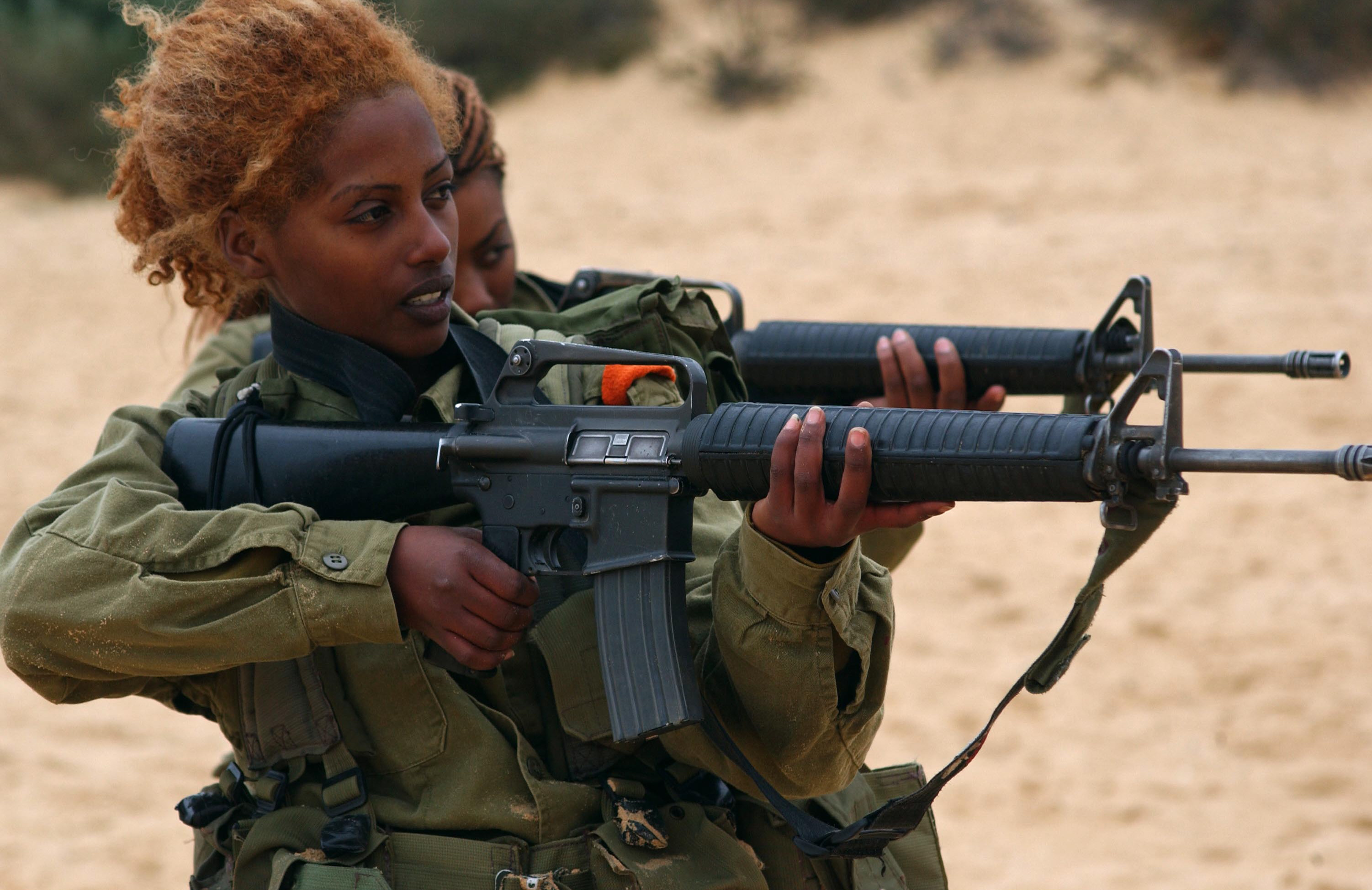
Soldados do sexo feminino da Forças de Defesa de Israel em treinamento com rifles M16A1 com guardas-mãos M16A2

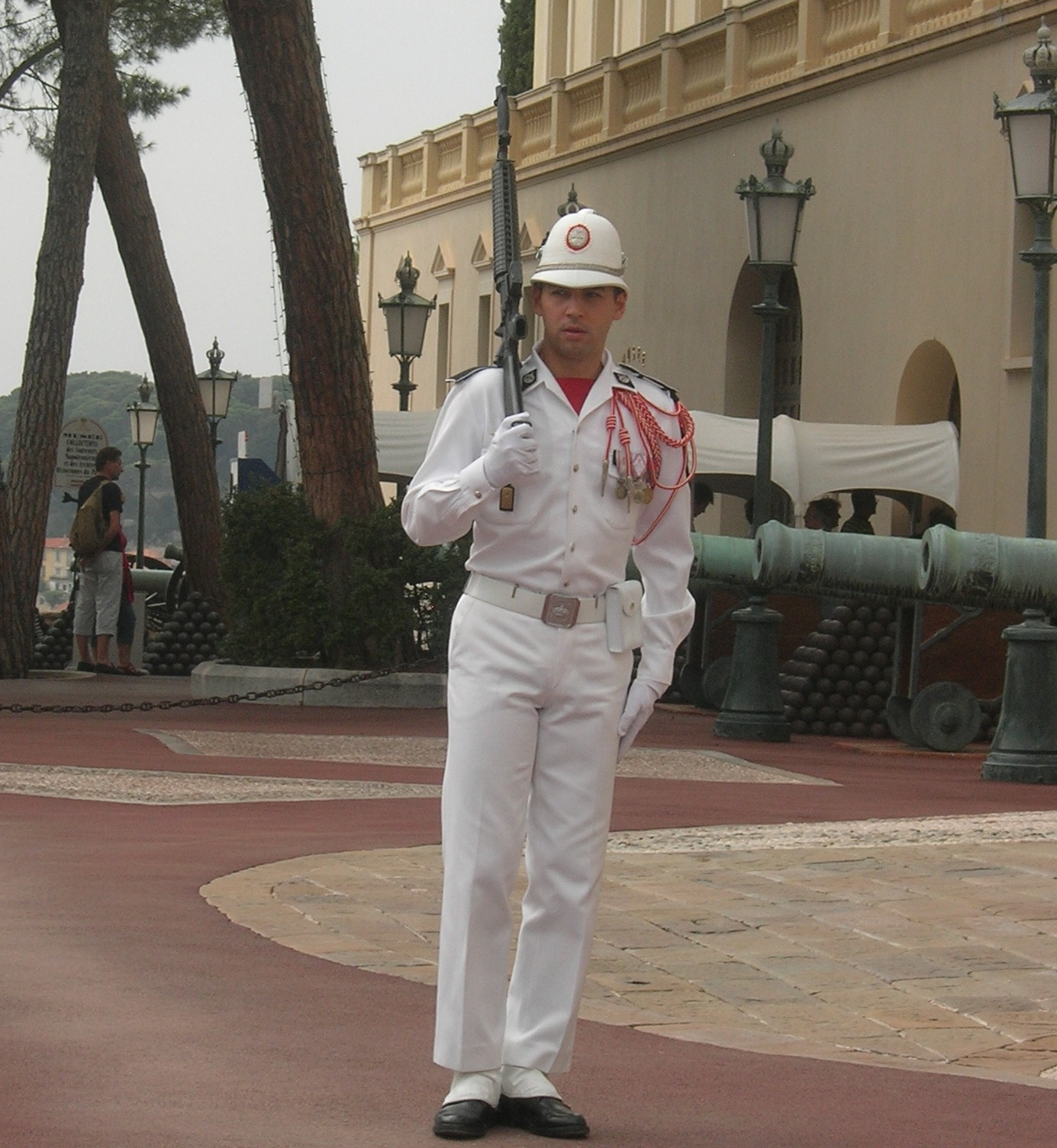
Monegasque com fuzil M16.

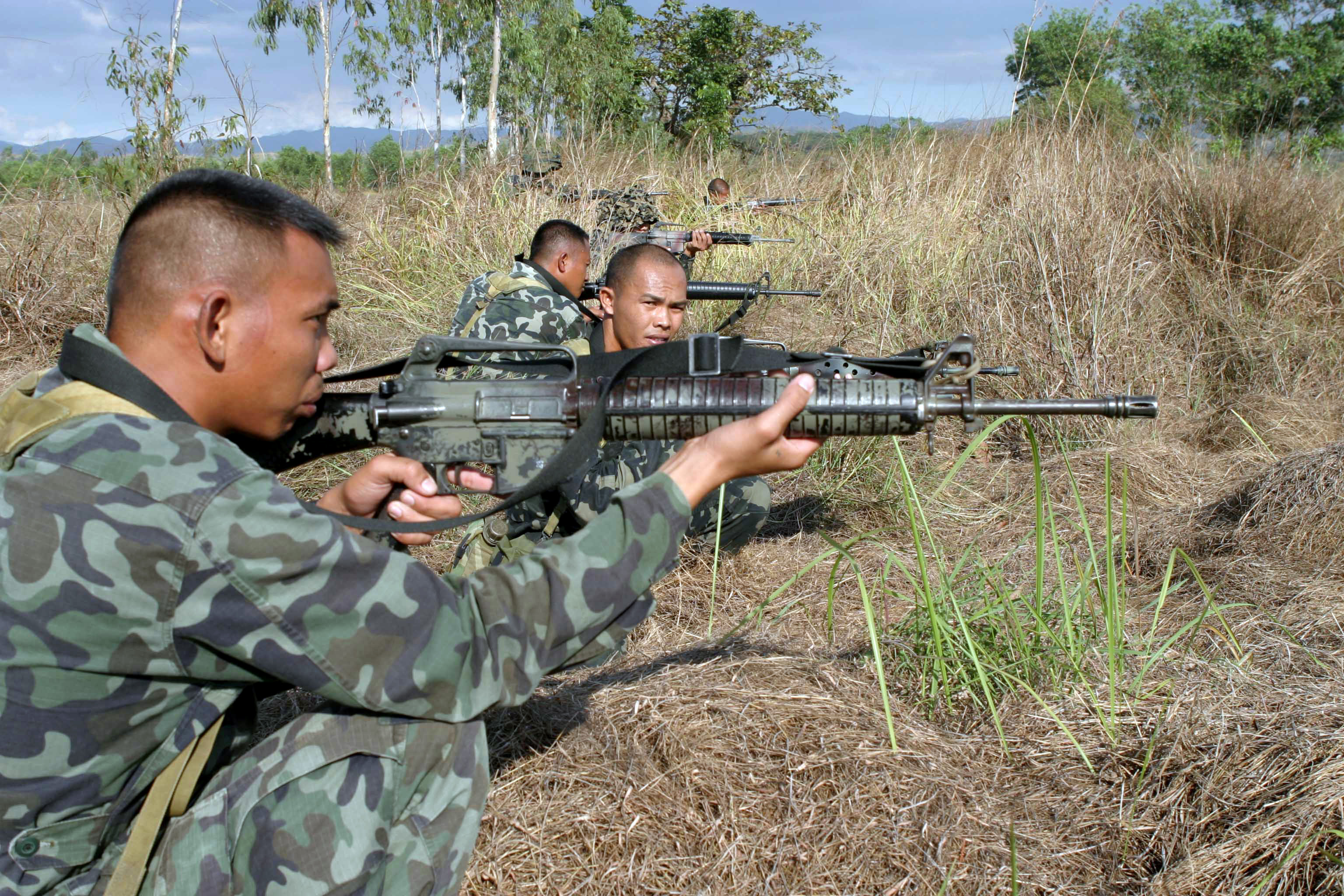
Marinheiro das Filipinas usando rifles M16A1 com guarda mãos M16A2 durante um exercício militar

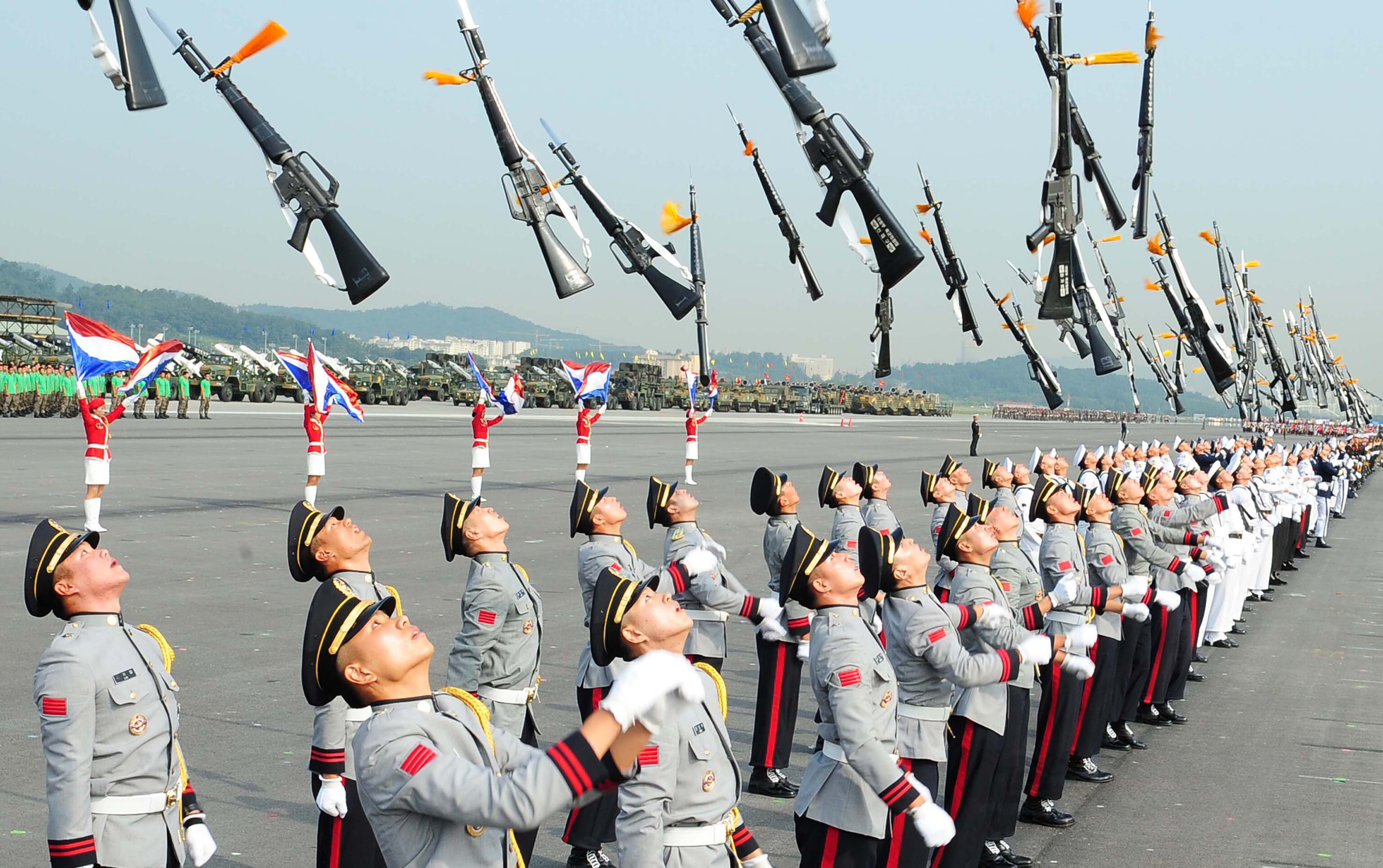
Guardas de Honra da República da Coreia lançam baionetas montadas em M16 para o ar na cerimônia de comemoração do 65º aniversário das forças armadas da República da Coreia

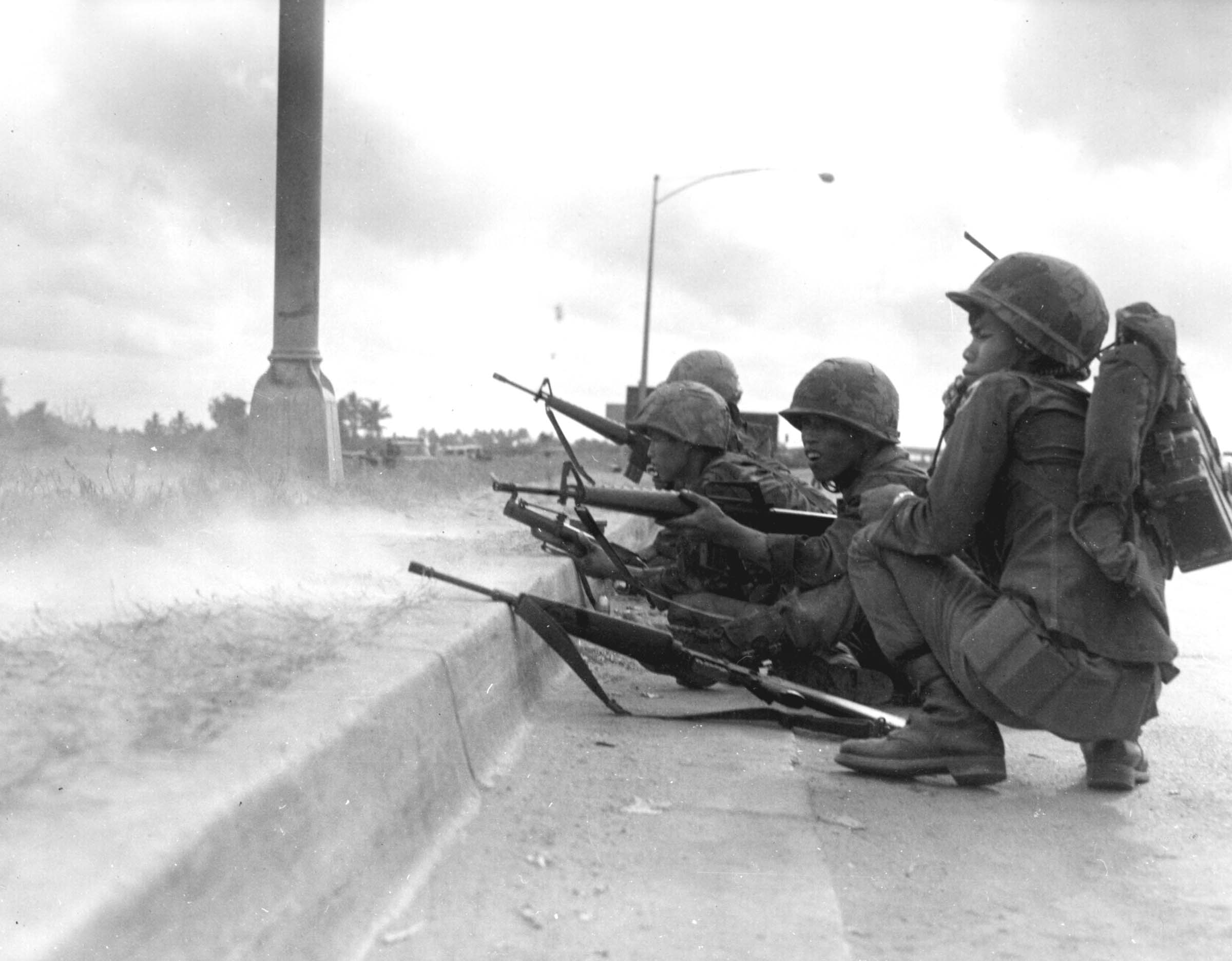
Exército vietnamita (ARVN), guardas armados com M16 defendem Saigon durante a ofensiva do Tet

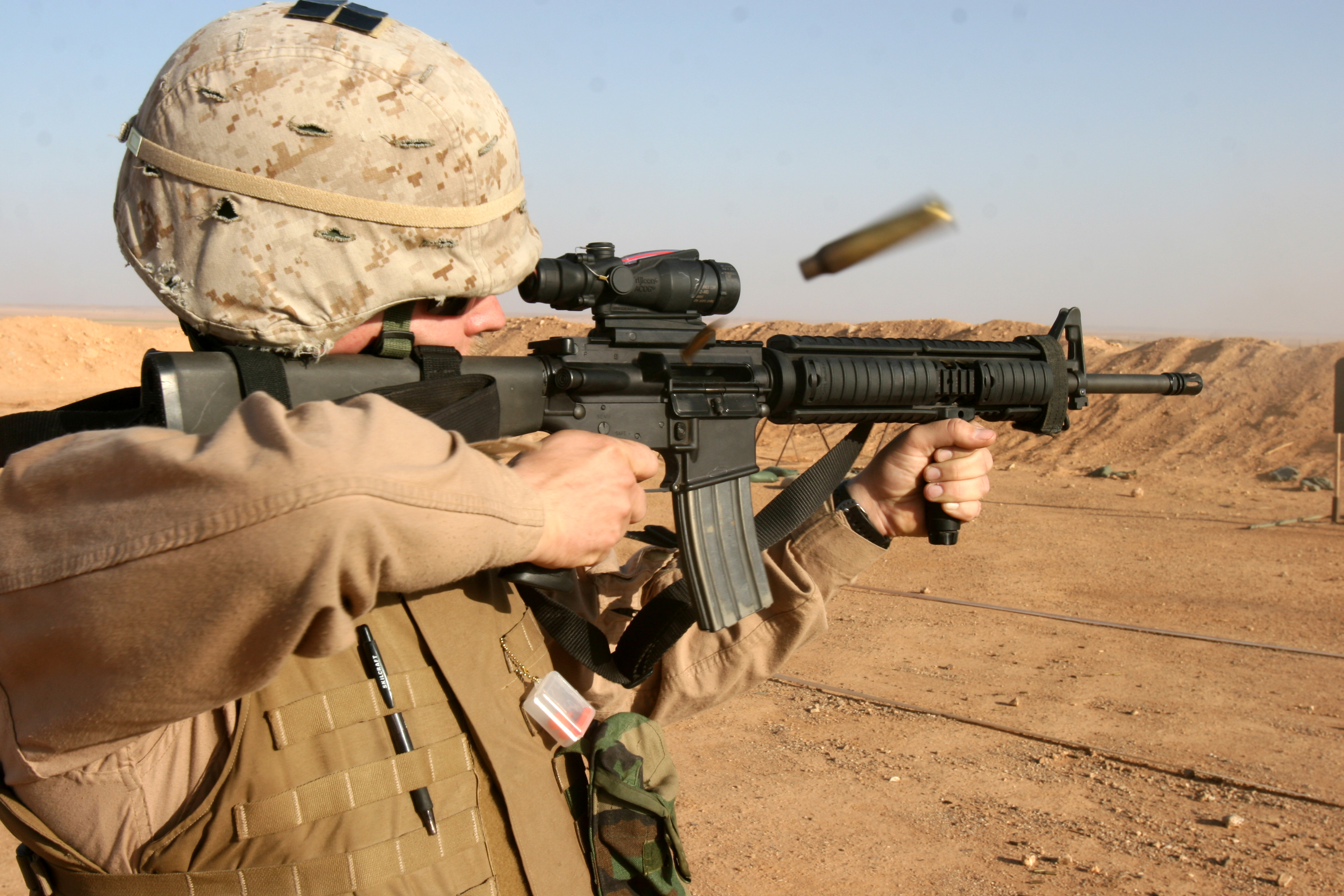
Marinheiro dos EUA dispara uma M16A4 equipada com um ACOG

- Afeganistão: Fuzil de edição padrão do Exército Nacional Afegão.[142] Colt Canadá Variantes C7 também viu serviço limitado.
- Argentina: As Forças Especiais usaram o M16A1 na Guerra das Malvinas e atualmente usam o M16A2 (por todas as Forças Armadas).[128]
- Bahrain[143](77,236,262)
- Bósnia e Herzegovina[144]
- Bangladesh: Usado pelas forças armadas, forças especiais e unidades contrárias ao terrorismo.[145]
- Barbados[144]
- Belize[144]
- Bolívia[144]
- Brasil: Usado por forças especiais na fase final da guerrilha do Araguaia.[146] M16A2s usados pelo Corpo de Fuzileiros Navais.[144]
- Brunei[144]
- Camboja[147][148] M16A1
- Camarões[144]
- Canadá: As variantes C7 e C8 feitas pela Colt Canada são usadas pelas Forças Canadenses[149]
- Chile[144]
- República Democrática do Congo[147]
  -  Forças Democráticas pela Libertação de Ruanda[150]
- Costa Rica[141]
- Dinamarca:[144] C7 e C8 variantes feitas por Colt Canadá são utilizados por todos os ramos da Defesa dinamarquesa.
- República Dominicana[144]
- Timor-Leste[151]
- Equador[144]
- El Salvador[144] M16A1/A2/A3/A4 são usados
- Estônia[152] Ex-E.U.A. M16A1
- Fiji[144]
- França[144] Usado pela Legião Estrangeira Francesa.
- Gabão[144]
- Gana[144]
- Grécia[144] M16A2/M4 é usado pelas Forças Especiais do Exército Helênico Forças ISAF no Afeganistão e na Marinha Helênica
- Grenada[144]
- Guatemala[147] M16A1/M16A2
- Haiti[147]
- Honduras[153]
- Índia[144]
- Indonésia[144]
- Iraque:Usado pelo exército iraquiano.[154]
- Israel[155] Sendo substituído por IMI Tavor.[156]
- Jamaica[144]
- Jordânia[144]
- Coreia do Norte: M16A1(provavelmente cópias não licenciadas) usadas pelas Forças Especiais. Usado durante o incidente de Gangneung em 1996.[157][158]
- Coreia do Sul: Durante a Guerra do Vietnã, os EUA forneceram 27 mil M16 para a República da Coreia no Vietnam. Além disso, 600.000 M16A1s (Colt Modelo 603K) foram fabricados sob licença pela Daewoo Precision Industries. A entrega começou em 1974 e terminou em 1985.[144] Ainda os soldados de KATUSA (aumento coreano ao exército de Estados Unidos) que servem no exército de Estados Unidos usam M16A2.
- Kuwait[159]
- Líbano[147][160][161]
- Lesoto[144]
- Libéria[147]
- Lituânia: Forças Armadas da Lituânia[162]
- Malásia[144] Forças Armadas da Malásia, Polícia Real da Malásia, Agência de Aplicação Marítima da Malásia e Corpo RELA.
- Maurício(Maurício)[163]
- México:[144] M16A2 é usado pelos fuzileiros navais mexicanos na guerra da contras as droga.
- Mônaco: Compagnie des Carabiniers du Prince[164]
- Marrocos[144]
- Nepal[165]
- Holanda (Países Baixos): As variantes C7 e C8 são utilizadas pelos militares dos Países Baixos e a LSW é utilizada pela Marinha dos Países Baixos.[149][166]
- Nicarágua[144]
- Nigéria[144]
- Omã[144]
- Paquistão[144]
- Panamá[144] M16A1
- Papua Nova Guiné[167]
- Peru[144]
- Portugal: Um pequeno lote de M16A2 são utilizados pelo Destacamento de Ações Especiais da Marinha Portuguesa.[168]
- Filipinas: Fabricado sob licença pela Elisco Tool and Manufacturing.[144] M16A1 e M653P em uso. Complementado em Forças Especiais pela carabina M4.
- Polônia: A Unidade Militar Polonesa GROM usou clones civis M4, ou Bushmaster XM15E2S M4A3 e Carabina KAC SR-16, como arma básica. Desde 2008, eles foram substituídos pelo fuzil HK416.[169]
- Catar[144]
- Senegal[170]
- Serra Leoa: 1.000+ M16A1s em uso[171]
- Singapura: Variante local da M16A1 (M16S1) fabricada sob licença pela ST Kinetics.[147]
- Somália[144]
- África do Sul: Usado pelas Forças Especiais da África do Sul.[144] Provável recebido de ações marroquinas.[172]
- Sri Lanka[147]
- Suécia Um pequeno número de M16A2s são utilizados pelas Forças Armadas Suecas para treinamento de familiarização[173] (bem como um número similar de AKMs), mas eles não são emitidos para unidades de combate. C8 usado pelas Forças Especiais
- Taiwan[174]
- Tailândia[144] M16A1/A2/A4
- Tunísia[144] M16A2/A4
- Turquia[144] M16A1/A2/A4
- Uganda[144]
- Emirados Árabes Unidos[144]
- Reino Unido:A variante Colt Canada C8 (L119A1 / L119A2) é utilizada pela Royal Military Police Close Protection Units,[175] O Grupo Pathfinder, Forças Especiais do Reino Unido[176] E 43 Commando Frota Grupo de Proteção Royal Marines.[177]
- Estados Unidos[178]
- Uruguai[144]
- Vietnã Obtido do Vietnã do Sul após a Guerra do Vietnã[179]

### Antigos usuários
- Austrália[180] M16A1 introduzido durante a Guerra do Vietnã e substituído pelo F88 Austeyr em 1989.
- Nova Zelândia[144] M16; substituído em 1988 pelo Steyr AUG, a mesma sendo substituído a partir de 2016 por uma variante não-Colt do M16.[181]
- Reino do Laos: Recebido do governo dos EUA durante a Guerra do Vietnã e a Guerra Civil do Laos.[182]
- Rodésia: M16A1[183]
- Vietnã do Sul: 6.000 M16 e 938.000 M16A1, 1966–1975[184]
- Zaire[185][150]